# Francis Meadow Sutcliffe
Frank (Francis) Meadow Sutcliffe (6. října 1853 Headingley, Leeds, Spojené království – 31. května 1941, Sleights, Spojené království) byl anglický fotograf a teoretik fotografického umění, představitel piktorialismu a naturalismu ve fotografii, syn umělce, učitele a uměleckého kritika Thomase Sutcliffa. Jeho matka se jmenovala Sarah Lorentia Buttonová. Frank Meadow Sutcliffe si vydělával na živobytí jako portrétní fotograf, pracoval nejprve v Tunbridge Wells v Kentu a pak po zbytek svého života v Sleights v Yorkshire. Více je však známý především svými fotografiemi každodenního života v malém městečku Whitby v Severním Yorkshiru, kde žil a pracoval většinu svého života. 
Jeho otec ho přivedl do kontaktu s významnými osobnostmi ve světě umění, jako byl například John Ruskin. Jako umělec se nechtěl při fotografování „zaprodat“ a nerad portrétoval turistické rekreanty ve městě. Ve svém ateliéru na Skinner Street, zakořeněném do Whitby a Eskdalského údolí, fotografoval obyčejné lidi, které dobře znal, a budoval kompletní obraz pozdního viktoriánského města a lidí, kteří tam žili a pracovali. Patří k představitelům fotografického naturalismu jako byli například Peter Henry Emerson, Lyddell Sawyer, Benjamin Gay Wilkinson nebo George Davison. Byl členem spolku The Linked Ring, ke kterému pařili například i Frederick H. Evans, Hugo Henneberg, Paul Martin, Alfred Stieglitz a Clarence Hudson White.
Sutcliffova fotografie Vodní krysy z roku 1886 vyvolala v britské společnosti skandál kvůli demonstraci svlečených náctiletých naturistů. Samotný fotograf byl za tento snímek dokonce dočasně exkomunikován z anglikánské církve za zobrazování toho, co podle církve „kazilo opačné pohlaví“. Sutcliffe pomocí konvencí akademické nahoty ukázal, jak se fotografie může přiblížit umění. Odmítl dělat kompromisy s veřejným míněním a na výstavě Královské fotografické společnosti v Londýně získal za fotografii Vodní krysy medaili. Eduard VII. (později král Spojeného království Velké Británie a Irska) si dokonce později snímek sám koupil. Jen od roku 1881 do roku 1894 byl Sutcliffe za své fotografie oceněn více než šedesáti zlatými, stříbrnými a bronzovými medailemi na výstavách v New Yorku, Tokiu, Berlíně, Paříži, Chicagu a Vídni a také na velkých výstavách v samotné Velké Británii.
Hojně o fotografii psal, přispíval do několika časopisů a v místním týdeníku Yorkshire Weekly Post měl pravidelný sloupek. Jeho práce jsou ve sbírce filosofické společnosti Whitby Literary and Philosophical Society i v jiných národních sbírkách. Dne 1. ledna 1875 si vzal Elizu Weatherill Duckovou, dceru místního obuvníka. Měli spolu syna a tři dcery, se kterými bydleli ve svém domě v Sleights. Zemřel 31. května 1941 ve Whitby a byl pohřben na hřbitově v Aislaby u Scarborough.
V současnosti je Sutcliffova galerie ve Whitby, kde je autorovo dílo vystaveno a uloženo. Vydávají se fotoalba mistra, monografie, vědecké a populárně vědecké články o jeho životě a díle. Literární vědci se domnívají, že spisovatel Bram Stoker napsal svůj román Drákula poté, co se zajímal o pohlednici, která reprodukovala fotografii Sutcliffa s ruským škunerem Dmitrijem, který ztroskotal při bouři poblíž přístavu Whitby.

## Životopis

### Dětství a mládí

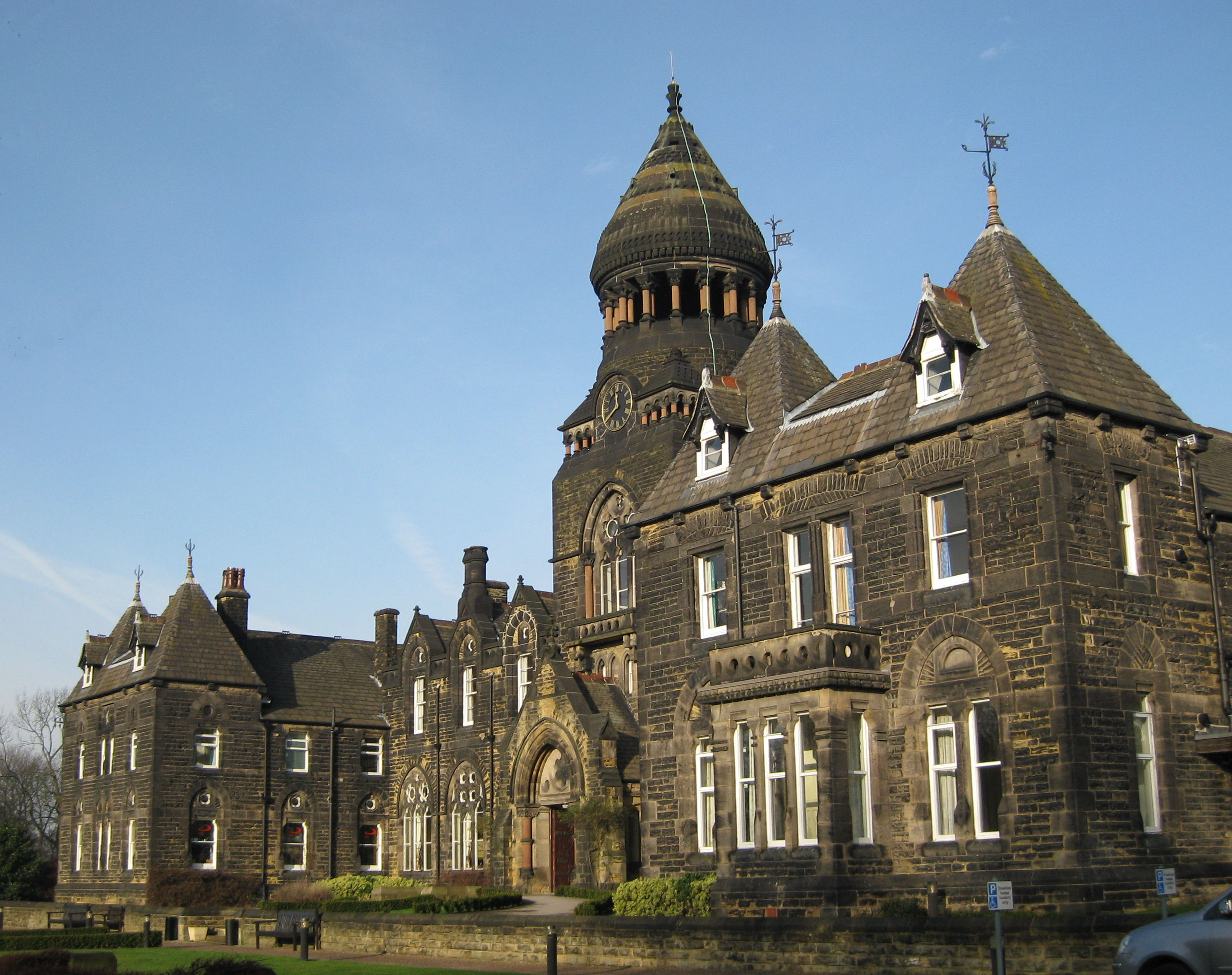
alt = barevná fotografie starého anglického kamenného domu

Frank Meadow Sutcliffe byl synem malíře, učitele výtvarného umění a uměleckého kritika, absolventa školy na Královské akademii umění Thomase Sutcliffa (1828–1871) a ženy jménem Sarah Laurentia Button. Jeho dědeček byl od narození gentleman, ale stal se hostinským a obchodníkem s alkoholem. Frank Meadow byl nejstarší z osmi dětí a narodil se 6. října 1853 v Headingly poblíž Leedsu. Jednalo se o venkovskou periferii a rodina se nepotýkala s problémy velkého průmyslového města, kterým v té době byl Leeds. Jako dítě byl Frank nucen spát v otcově dílně. Byly tam sádrové busty, starožitnosti a tiskařský lis. Thomas Sutcliffe byl umělec, který vytvářel olejomalby i akvarely. Mezi jeho zájmy patřil lept a litografie. Byl členem Královského institutu malířů akvarelů (Royal Institute of Painters in Water Colours). V té době se mnoho umělců obávalo vzniku nového umění fotografie s tím, že ztratí zákazníky, nebo dokonce, že malba jako samostatná umělecká forma zanikne. Fotografování se stalo koníčkem Thomase Sutcliffa (Podle magazínu Witby Gazette získal jako první fotoaparát v Leedsu), ale fotografie, které pořídil, se dodnes nedochovaly.
Otec se snažil podnítit zájem dětí o výtvarné umění. Ve své dílně za tímto účelem vytvořil dioráma, které doplnil v souladu s nejnovějšími výdobytky techniky světelnými a zvukovými efekty. Frank Sutcliffe se o umělecké gravírování začal zajímat už jako dítě. Jedním z jeho raných děl byl lept zobrazující dvě lodě, který si sám upravil tak, aby pasoval na hlavičkový papír. Je zachován v dopise, který Frank napsal svému bratru Horaciovi v roce 1869. Chlapec také vytvářel tištěné ilustrace a návrhy pro otcovy sbírky povídek, které psal pod pseudonymem Jossey Hallarts. Frank Sutcliffe později mluvil o svém dětství takto:
Chlapec, který žil na venkově a jehož oči a uši jsou otevřené každému pohybu v živém plotu, na břehu nebo na stromě, bude mnohem pravděpodobněji naslouchat a dívat se [na svět kolem sebe] než ten, kdo žil mezi tramvajovými vozy a dýmem. Když jsem nebyl na ulici, dětství jsem strávil s dlaždicemi a cihlami. Myslím, že to byla skvělá výchova: dejte dítěti hromadu čtverců a trojúhelníků a nechte jej, ať si nad nimi láme hlavu, dokud z nich nevytvoří obrázek nebo alespoň ornament. Nebude pak mít žádné potíže s tím, jak uspořádat skupinu postav na fotografii.
Frank Meadow Sutcliffe
Frank Meadow Sutcliffe získal základní vzdělání na soukromé Dame school. Kvůli otcově nemoci však bylo Sutcliffovo vzdělání v roce 1865 přerušeno a ve čtrnácti letech byl rodiči poslán do učení do pivovaru Tetley's Brewery na Hunslett Lane v Leedsu s cílem stát se úředníkem. Michael Highley, autor fotografovy biografie, napsal, že těžká práce měla vážný dopad na zdraví teenagera. Jako učeň dokázal vydržet osmnáct měsíců a z pivovaru odešel hned poté, co se otec uzdravil. Sutcliffe se vrátil domů z Leedsu a na poličce našel Manuál fotografické manipulace, vydaný v roce 1858. Právě od seznámení s touto knihou začal projevovat stálý zájem o fotografii.

### Profesionální fotograf
Frank Sutcliffe pro své rané fotografické experimenty používal velký a objemný fotoaparát (byl vyroben z mahagonu a při plném vysunutí byl dlouhý 1 metr), který snímal na skleněné desky o rozměrech 24×18 palce, ale později jej upravil pro desky 8,5×6,5 palce. Fotoaparát byl s 24palcovým objektivem. Tento fotoaparát získal v roce 1869. Michael Highley tvrdil, že ho Frank Sutcliffe dostal jako dárek od svého otce. Sám fotograf řekl, že marocká kůže a samet, kterými byly pokryté jednotlivé součásti drahého fotoaparátu, upoutaly pozornost jeho psa a ten je rychle uvedl do nefunkčního stavu. Sutcliffe byl nucen začít experimentovat s tím co zbylo, protože neměl peníze na nákup nových dílů, které by je nahradily.
Portrétní fotograf a zakladatel společnosti Leeds Photographic Society představil mladého muže specializovaným časopisům, které se zabývaly jak estetickými, tak technickými otázkami spojenými s fotografií. Ranou prací Franka Sutcliffa byly převážně portréty a zátiší. Předtím se také pokoušel fotografovat ptáky v letu. Historik fotografie Martin Sandler věřil, že Sutcliffe byl v některých ohledech malíř, který na tisk fotografií často používal speciální efekty, aby dodal fotografii atmosférický opar nebo vytvořil iluzi impresionistických tahů štětcem.
V roce 1870 se Thomas Sutcliffe se svou rodinou přestěhoval do Ewe Cote, asi jednu míli od Whitby v Severním Yorkshiru. Místo bylo Sutcliffům dobře známé, protože zde často trávili letní prázdniny. Rodina si pronajala velký dům postavený na konci 17. století. Fotografův otec zemřel v prosinci 1871 ve věku pouhých 43 let. Sutcliffovi bylo v té době 18 let a jako jediný dospělý muž ve velké rodině se rozhodl stát se profesionálním fotografem. Matka byla proti takovému zaměstnání svého syna; jednou dokonce prohlásila, že by ho v dětství uškrtila, kdyby věděla, že se jednoho dne stane umělcem. Mladý fotograf získal některé zakázky díky přátelství svého zesnulého otce v uměleckém světě. V letech 1872–1873 Frank Sutcliffe fotografoval pro anglického fotografa Francise Frithe, kterého proslavily cesty po Blízkém východě a série pohledů na jorkšírská opatství a hrady. Právě od Frithe se naučil používat masky pauzovacího papíru, aby dosáhl požadovaného tónového rozsahu tisků. Frith doporučil mladému fotografovi, aby do záběrů krajiny nezahrnoval lidi, protože kupující se zajímá především o krajinu. Sutcliffovy fotografie se staly součástí Frithova velkého projektu vyfotografovat každé město, vesnici a památku ve Spojeném království; měly být masově vyráběny a prodávány jako „místní pohledy“.

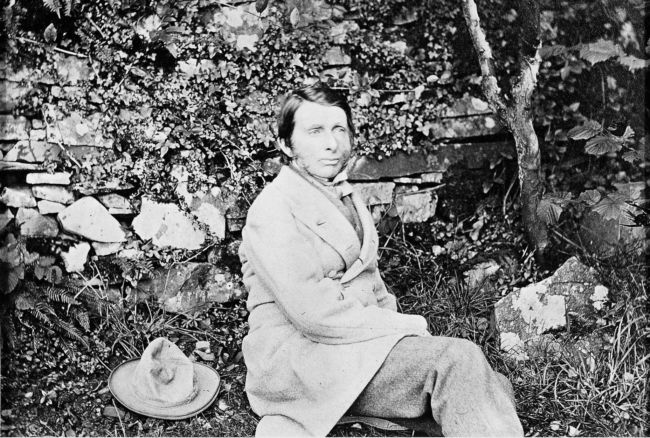
alt = černobílá fotografie, portrét sedícího muže, na zemi vedle sebe má klobouk

Jedna z fotografií ze série, kterou objednal Francis Frith, byl snímek s názvem Sunset after Rain shot above Rievaulx Abbey (Západ slunce po dešti nad opatstvím Rievaulx). Rodinný přítel poslal pozitiv tohoto snímku renomovanému historikovi umění a spisovateli Johnu Ruskinovi. Ruskin fotografii velmi ocenil a pozval Sutcliffa v září 1873 na návštěvu Brantwoodu, kde žil od roku 1871. Sutcliffe využil pozvání k fotografování samotného Ruskina a okolí jeho panství.
Sutcliffovy zakázky z předměstí Leedsu mu v té doby nevynášely dostatečné příjmy. Ve víře, že na prosperujícím jihu Anglie lze vydělat více peněz, otevřel Sutcliffe v roce 1875 v módním letovisku Tunbridge Wells v Kentu jižně od Londýna ateliér portrétní fotografie, který však brzy zkrachoval. V roce 1876 (podle jiné verze v roce 1875) se fotograf vrátil do Whitby, což bylo prosperující turistické letovisko ve viktoriánské době. Sutcliffe tam otevřel své fotografické studio. Historička Paulette E. Bartonová pojmenovala umístění jeho prvního ateliéru ve Whitby Waterloo Yard. Podle deníku Whitby Gazette Sutcliff původně bydlel na Broomfield Terrace a jeho ateliér se nacházel na Waterloo Yard, a později (pravděpodobně v roce 1894) ateliér přestěhoval na adresu Skinner Street 25 (podle Paulette E. Bartonové to vyžadoval modernější charakter nového studia, a podle uměleckých kritiků galerie Beetles & Huxley to souviselo s větší velikostí místnosti.) V novém místě se studio nacházelo v prvním patře budovy a v reklamě z roku 1895 bylo popisováno jako „jedno z největších a nejosvětlenějších v Anglii“. Sám fotograf tou dobou žil ve vesnici Sleights, i když nadále pracoval ve Whitby. Dílna, ve které byl jediným pracovníkem majitel, se specializovala na portréty klientů. Na zadní straně fotografií se Frank Sutcliffe od roku 1883 inzeroval jako „fotograf pana Ruskina“, člen Fotografické společnosti Velké Británie a vítěz medailí na výstavách v letech 1881 a 1882. Gus Macdonald ironicky napsal, že poté, co se prohlásil za „fotografa Johna Ruskina“, ke svému překvapení zjistil, že místní o velkém spisovateli a uměleckém kritikovi nikdy neslyšeli. Portrétní studio poskytlo Sutcliffovi celkem stabilní příjem. To mu umožnilo vytvářet fotografie pro vlastní potěšení. Fotografie Whitby a výjevy z každodenního života jejích obyvatel pořizoval Sutcliffe z vlastní iniciativy. Vyznačují se dokonalou kompozicí a technickou virtuozitou, které podle historiků umění pomocí objemného zařízení druhé poloviny 19. století nebylo snadné dosáhnout.
Sutcliffe své fotografie poprvé představil na výstavě v Newcastlu v roce 1881. V letech 1880 až 1894 (Highley napsal, že do roku 1905) získal fotograf více než šedesát zlatých, stříbrných a bronzových medailí i dalších ocenění z výstav v New Yorku, Tokiu, Berlíně, Paříži, Chicagu a Vídni a také z velkých výstav v samotném Spojeném království. Originály svých děl v roce 1920 prodal, aby si výtěžkem ušetřil na stáří. Další verzi osudu Sutcliffových fotografií nastínil ve svém článku Peter Frank. Tvrdil, že fotograf odkázal své fotografie Literární a filozofické společnosti Whitby, jejímž byl kurátorem, a komerční franšíza jeho díla zůstala v soukromém vlastnictví. Frank Sutcliffe v této době skončil ve fotografickém byznysu, v roce 1922 zavřel ateliér a stal se kurátorem Literární a filozofické společnosti ve Whitby. Frank Sutcliffe byl také správcem Muzea ve Whitby. Na rozdíl od mnoha umělců své doby dokázal finanční výsledky své práce zúročit již za svého života. Fotograf v důchodu choval včely, staral se o zahradu a najal švédského architekta, aby postavil ultramoderní dům s podlahovým vytápěním na Carr Hill Lane ve Slights.

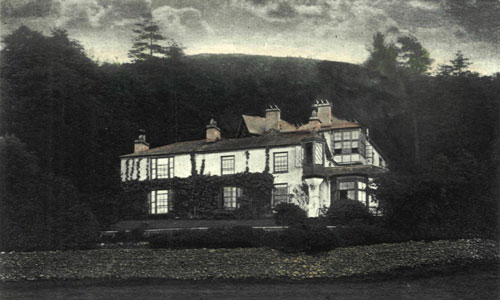
alt = černobílá fotografie domu v krajině

Sutcliffe pokračoval ve fotografování i v pozdějších letech, ale stěžoval si na odchod tradičního způsobu života britských provincií, který se snažil ve své tvorbě zachovat. Sutcliffe zemřel 31. května 1941 ve svém domě v Slights a byl pohřben v roce 1941 na hřbitově v Aislaby.

### Osobní život
Sutcliffe se oženil 1. ledna 1875 (Paulett E. Bartonová a Michael Highley uvedli jiné datum – 1874) s Elizou Weatherill Duckovou (1848–1915), dcerou místního ševce. Z manželství vzešel syn a tři (podle jiných zdrojů čtyři) dcery. Je známo, že manželka v rámci možností pomáhala svému manželovi v jeho práci. Během turistické sezóny s ní Sutcliffe poté, co dokončil svou denní práci při fotografování klientů, tiskl pozitivy až do dvou hodin ráno.
Otec své děti opakovaně fotografoval. Portrét Sutcliffových dvou dcer Cathy a Evelyn Louise (v rodině nazývané Lulu) s názvem Sestry byl údajně pořízen ve dveřích Ewe Cat Hall na předměstí Whitby. Na další fotografii Katie, nejstarší ze Sutcliffových dětí, stojí na schodech a jeho jediný syn Horace leží na stromě (zemřel mladý, takže jeho plány jít ve stopách svého otce v profesi fotografa se neuskutečnily). Evelyn drží psa, zatímco Irene se na ni dívá. Na této fotografii chybí pouze nejmladší z fotografových dětí Zoya. Na další fotografii dvě děti Franka Sutcliffa, Horace a Irene, chytají čolky. Rybník je ve vesnici v údolí řeky Esk, asi deset mil od Whitby.
Děti Franka Sutcliffa na fotografiích svého otce

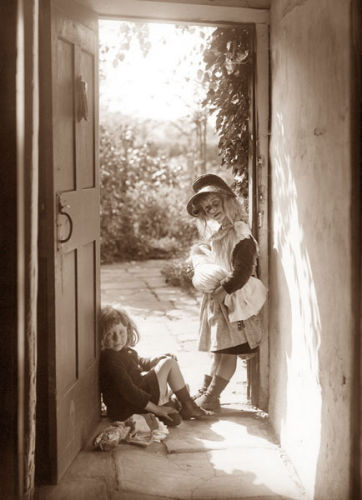
Sestry
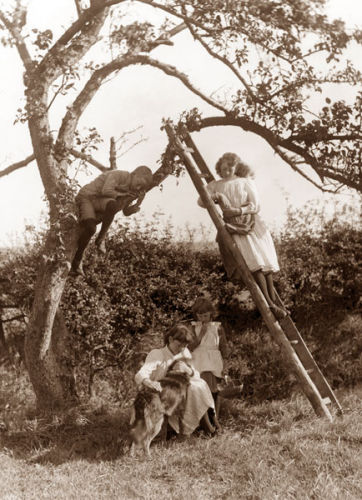
Děti na ovocném stromě
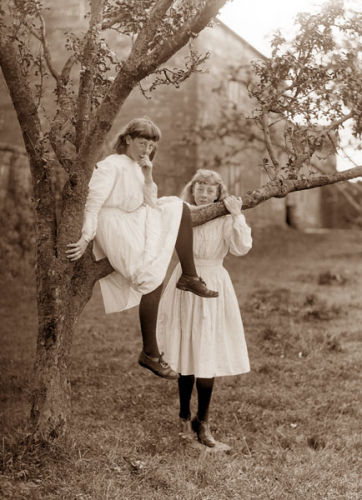
Katie a Lulu, asi 1890
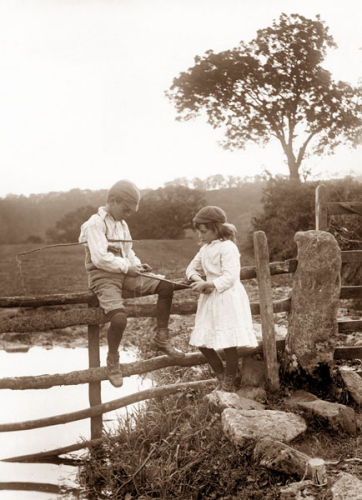
Chytání čolků

### Činnosti na propagaci fotografie

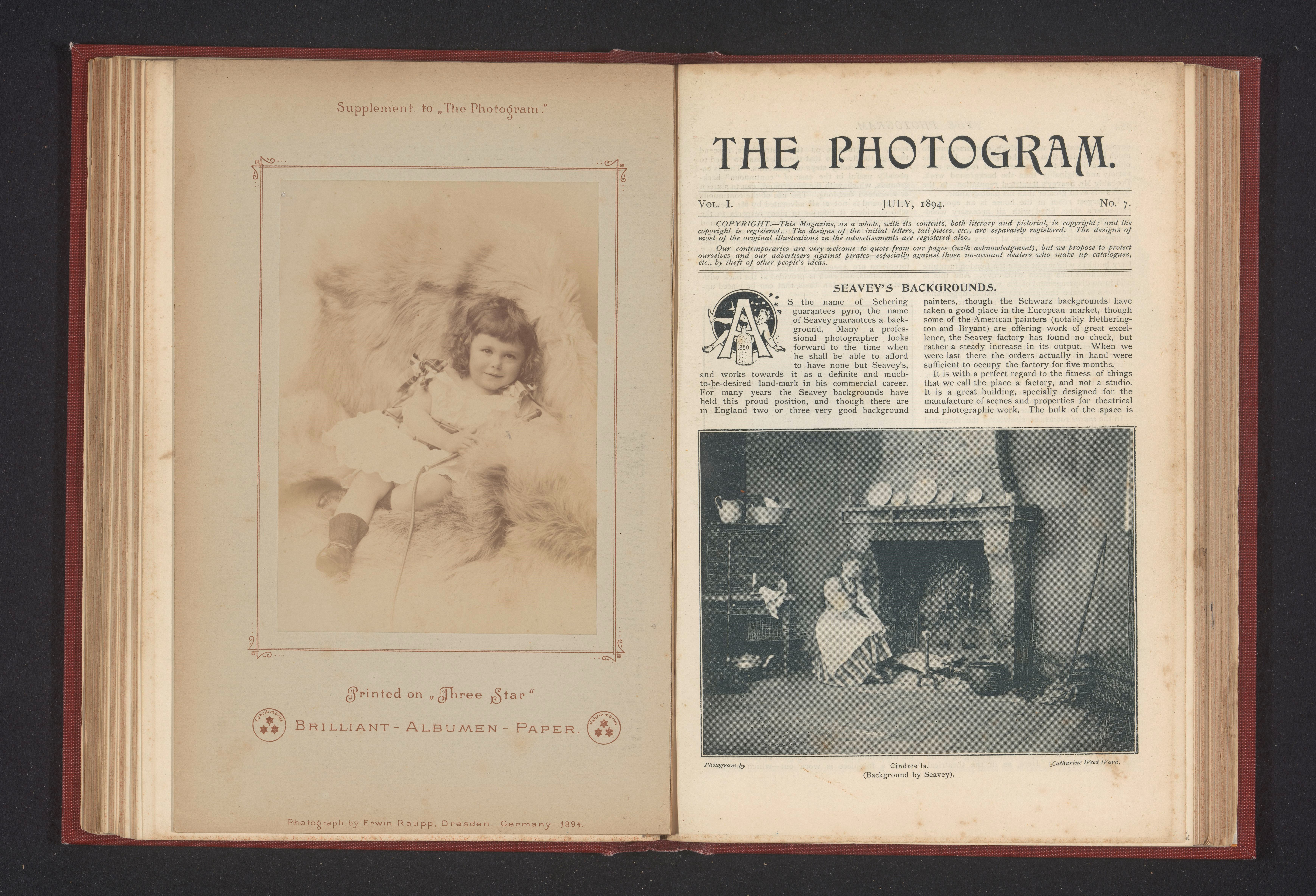
Časopis The Photogram, do kterého umělec přispíval

Sutcliffe hojně psal o tématech souvisejících s fotografií, jeho články a humorné příběhy o fotografech se objevovaly v řadě periodik. Pevně věřil v umělecký potenciál fotografie, i když ji současníci považovali za užitečnou pouze pro fixaci vzhledu člověka a historických událostí. Sutcliffe začal psát články v roce 1875 pro časopis The Photography a následně se stal jeho redaktorem. V letech 1895 až 1913 pravidelně přispíval články do časopisu Amateur Photographer a podílel se na práci odborných časopisů The Practical Photographer, The Photogram a Camera Notes. Frank Sutcliffe také od roku 1908 do roku 1930 psal týdenní sloupek Fotografické poznámky pro The Yorkshire Weekly Post. V článcích pro tento týdeník publikoval vlastní fotografie s komentářem. Kromě nezbytných technických detailů (doba expozice, povětrnostní podmínky, zvětšení objektivu atd.), často také hovořil o postavě, kterou zachytil, o jejím práci a životním stylu.
Frank Meadow Sutcliffe se v roce 1892 připojil ke společnosti The Linked Ring, kterou založil Henry Peach Robinson k propagaci a rozvoji umění fotografie. Sutcliffe vystavoval své fotografie na každoroční výstavě fotografií společnosti Linked Ring v letech 1893 až 1904. V roce 1888 měl samostatnou výstavu v Londýně a v roce 1891 samostatnou výstavu v Královské fotografické společnosti. Čestným členem Královské fotografické společnosti se však stal až v roce 1935.

### Osobitá kreativita a studium

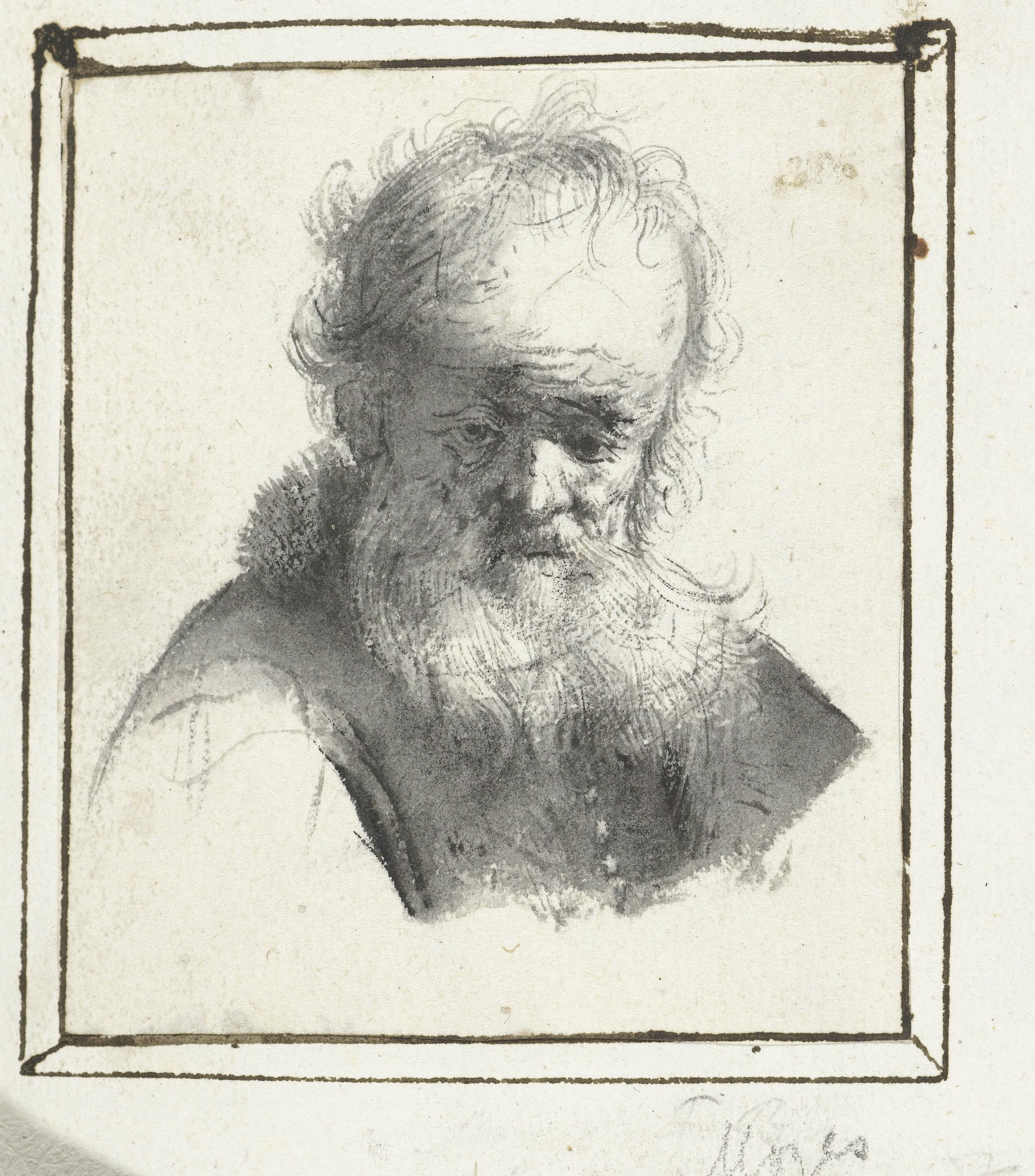
Rembrandt: Hlava starého muže, 1630–1667

Galerista Michael Shaw tvrdil, že být fotografem ve viktoriánské Anglii bylo možné jen s majetkem. Pro člověka zapáleného do fotografování tedy existovaly pouze dvě možnosti: buď musel být bohatý, aby se tomu mohl věnovat jako koníčku, nebo pracovat jako fotograf na profesionální bázi. Sutcliffe podle jeho názoru patřil do obou kategorií. Gus MacDonald, který citoval pro širokou veřejnost málo známá Sutcliffova slova („je hrozné být vychován s pohrdáním vlastního řemesla“), tvrdil, že fotograf trpěl pocitem méněcennosti fotografie ve srovnání s malbou a že tuto představu zdědil po svém otci, umělci. Tento postoj doplňovala skutečnost, že v poslední čtvrtině 19. století byla profesionální fotografie poměrně náročná práce.
Přestože většina fotografií Franka Sutcliffa byla pořízena v malém městečku Whitby nebo v jeho okolí, je považován za jednoho z největších mistrů britské fotografie konce 19. a počátku 20. století. Jeho fotografie městského života, které považoval sám Sutcliffe za svého koníčka, jsou umělecky i technicky vysoce kvalitní. Zároveň zůstal profesionálním portrétním fotografem, i když mu dílna přinesla jen mírný příjem.
Frank Meadow Sutcliffe si při práci ve studiu zadával složitější umělecké úkoly, než jen upravovat vzhled svých klientů. Nelíbily se mu nepřirozené pózy preferované většinou tehdejších fotografů, sám usiloval o portréty ležérnější. Sutcliffe se také snažil vytvořit portréty té nejlepší kvality – s širokou škálou tónů. Londýnský prodejce doporučoval Sutcliffovi, aby fotografoval v maximální velikosti, protože většina kupujících kupuje fotografie ve velikosti, kterou potřebují. Fotograf měl ve svém ateliéru malované kulisy a umělé balvany, ale Sutcliffe k nim měl negativní vztah. Aby klienty přesvědčil, že jednoduché monochromatické pozadí je lepší, pověsil ve studiu pár Rembrandtových tisků, nicméně klienti je ignorovali.
Portréty Franka Sutcliffa pořízené ve studiu

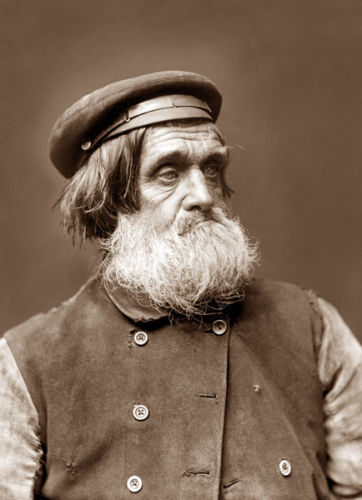
Rybář
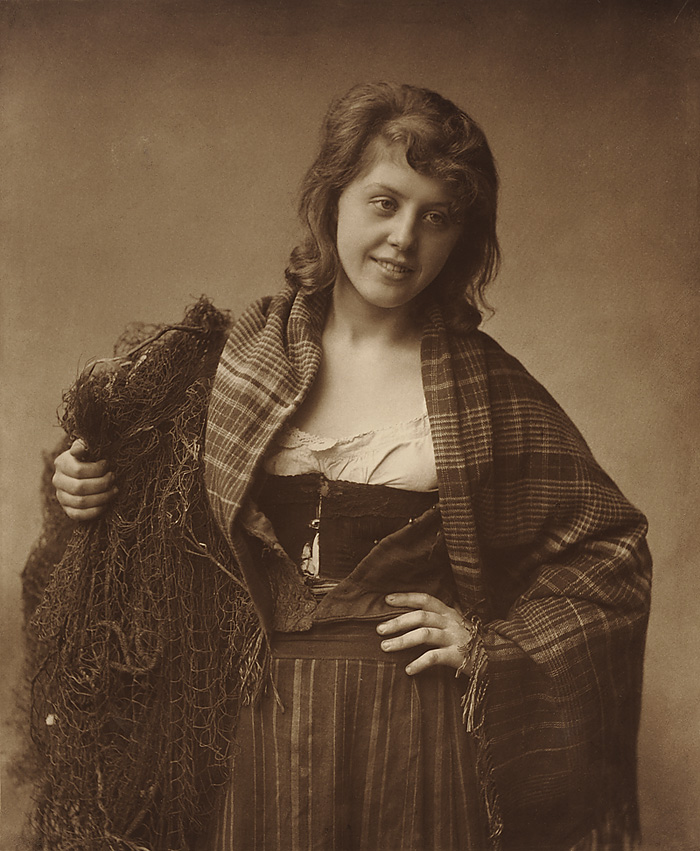
Portrét Polly Swallow, 1889
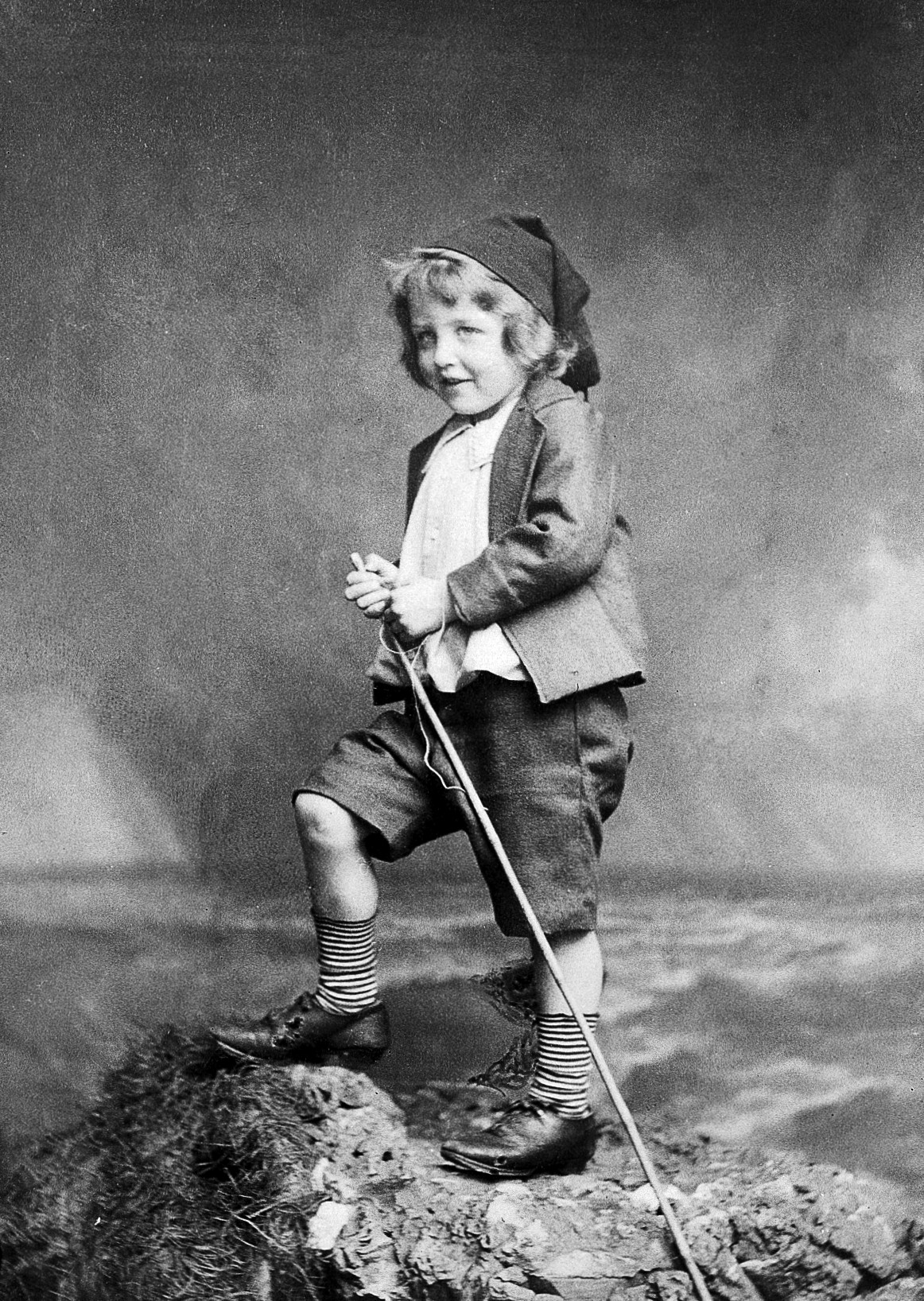
Portrét Leonarda Schustera, 1893

Historici fotografie si všímají neobvyklého zobrazení přírody na Sutcliffových fotografiích. Jeden z nich napsal: „Na jeho fotografiích je otevřené moře zřídkakdy klidné. Za klidnými vodami přístavu vždy číhala hrozba“. I když během letní turistické sezóny pracoval více než dvanáct hodin denně, Sutcliffe za úsvitu opouštěl svůj dům, aby fotografoval slunce vycházející v ranní mlze. Gus McDonald věřil, že mnoho venkovních Sutcliffových fotografií bylo pořízeno za úsvitu nebo za soumraku kvůli skutečnosti, že během dne prostě neměl čas. Michael Highley napsal, že fotograf nebyl s výsledky nikdy zcela spokojen.

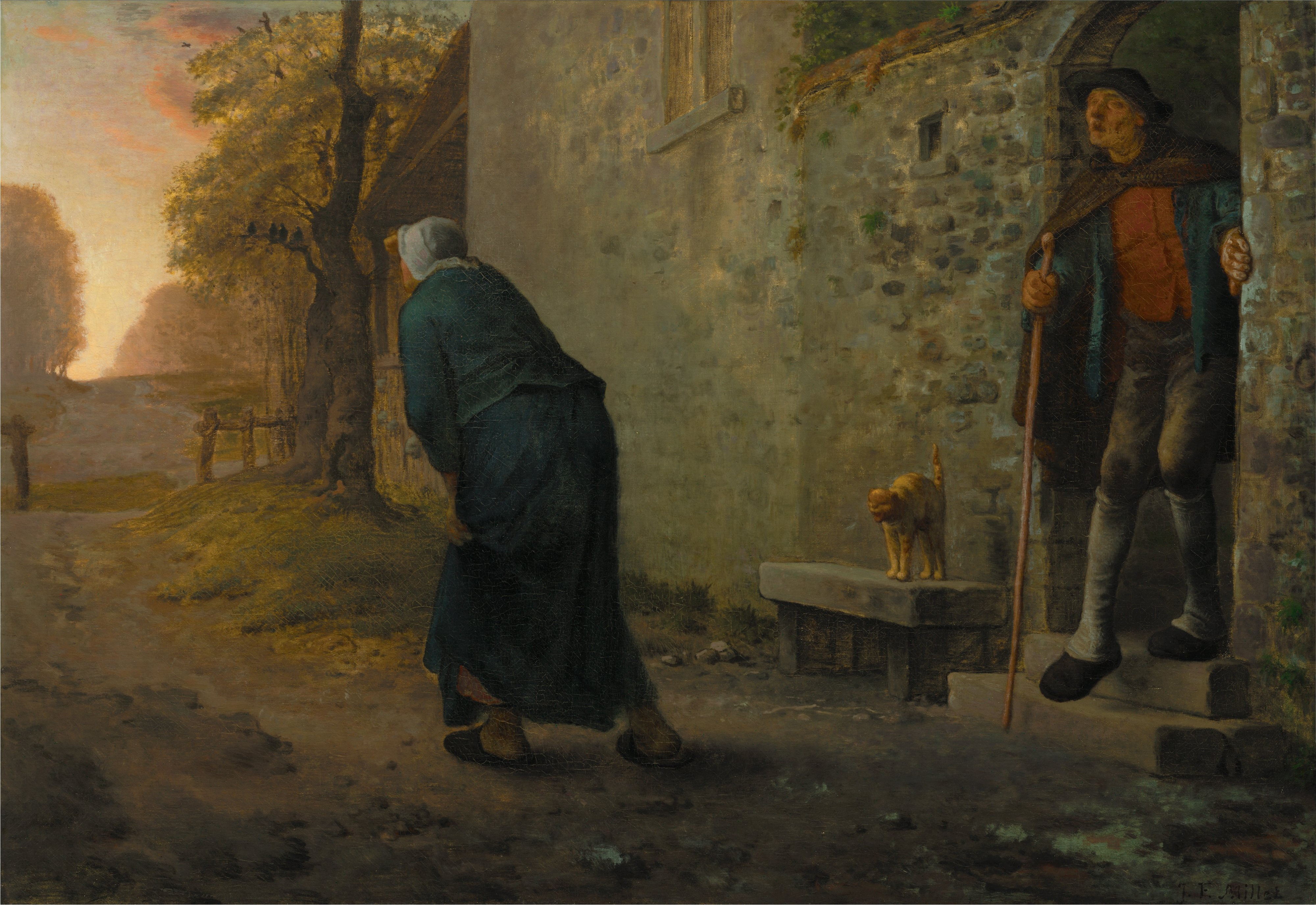
alt = barevná malba nočního města s postavou

Mnoho prací fotografa bylo pořízeno v zimě. Ve vzduchu, naplněném kouřem a mlhou, převládá ponurá barva. V květnu 1894 Sutcliffe napsal: „Všichni víme, že sníh dělá ty nejobyčejnější věci báječnými. Déšť nebo mlha, i ty ošklivé dusné městské mlhy, ale především mořská nebo horská mlha, které rozjasní pleť a zjemní pokožku tím nejúžasnějším způsobem, budou působit stejně jako sníh a promění obyčejnou scénu ve výjimečnou. Zároveň na jeden z negativů napsal: „Nedělejte více scén se sněhem – nikdo je nekupuje“. Doporučil fotografům, aby omezili své téma: „Vyberte si jedno téma. K tomu může fungovat cokoli: váš vlastní dům, dům naproti nebo dům vedle. Místo stativu zapíchněte do země kolík, přibijte k němu prkno a udělejte otvor pro šroub fotoaparátu... Fotografujte svůj objekt kdykoli během dne, za jasných dnů, i když bude zataženo, vyfoťte jej poté, co už několik týdnů pršelo a také vyprahlý na letním slunci.“ Michael Highley našel v tomto aspektu Sutcliffeovy práce významnou podobnost s obrazy barbizonské školy, zejména s plátny Jeana-Francoise Milleta.
Sutcliffe dokonce obdržel čestnou přezdívku „Malířský Boswell Whitby“, která zdůrazňovala jeho roli vypravěče o tom, co viděl. Podle Petera Franka byla taková přezdívka chybná. Až do roku 1902 bylo město Whitby důležitým centrem pro stavbu lodí a železářský a ocelářský průmysl. Nedochovala se však jediná fotografie, kterou by Sutcliffe pořídil ve velkých průmyslových podnicích města. Peter Frank připustil, že Sutcliffe nebyl schopen získat povolení k fotografování v dílnách, ale předpokládal, že jej fotograf záměrně odmítl a rozhodl se zaměřit na „fotogenická“ tradiční povolání místních obyvatel, jako je rybaření a zemědělství.
V článku nazvaném „Američanova rada“ Frank Sutcliffe vyjádřil znepokojení nad tím, že osobě, která nemá žádný vztah k Whitby, se jeho fotografie mohou zdát málo zajímavé. Jako důkaz uvedl setkání s neznámým fotografem, pravděpodobně Američanem. Sutcliffe stál na starém kamenném mostě s fotografickou kamerou a díval se do dálky, když k němu přistoupil Američan a řekl: „Je zbytečné tam chodit, příteli! Obešel jsem vše kolem a nenašel nic, co by si zasloužilo být vyfotografováno.“ Sutcliffe zmateně poděkoval Američanovi, „aby nevypadal jako nevděčný za jeho dobrou radu“ a v zasmušilé náladě zamířil domů.
Pohledy na Whitby na fotografiích Franka Sutcliffa

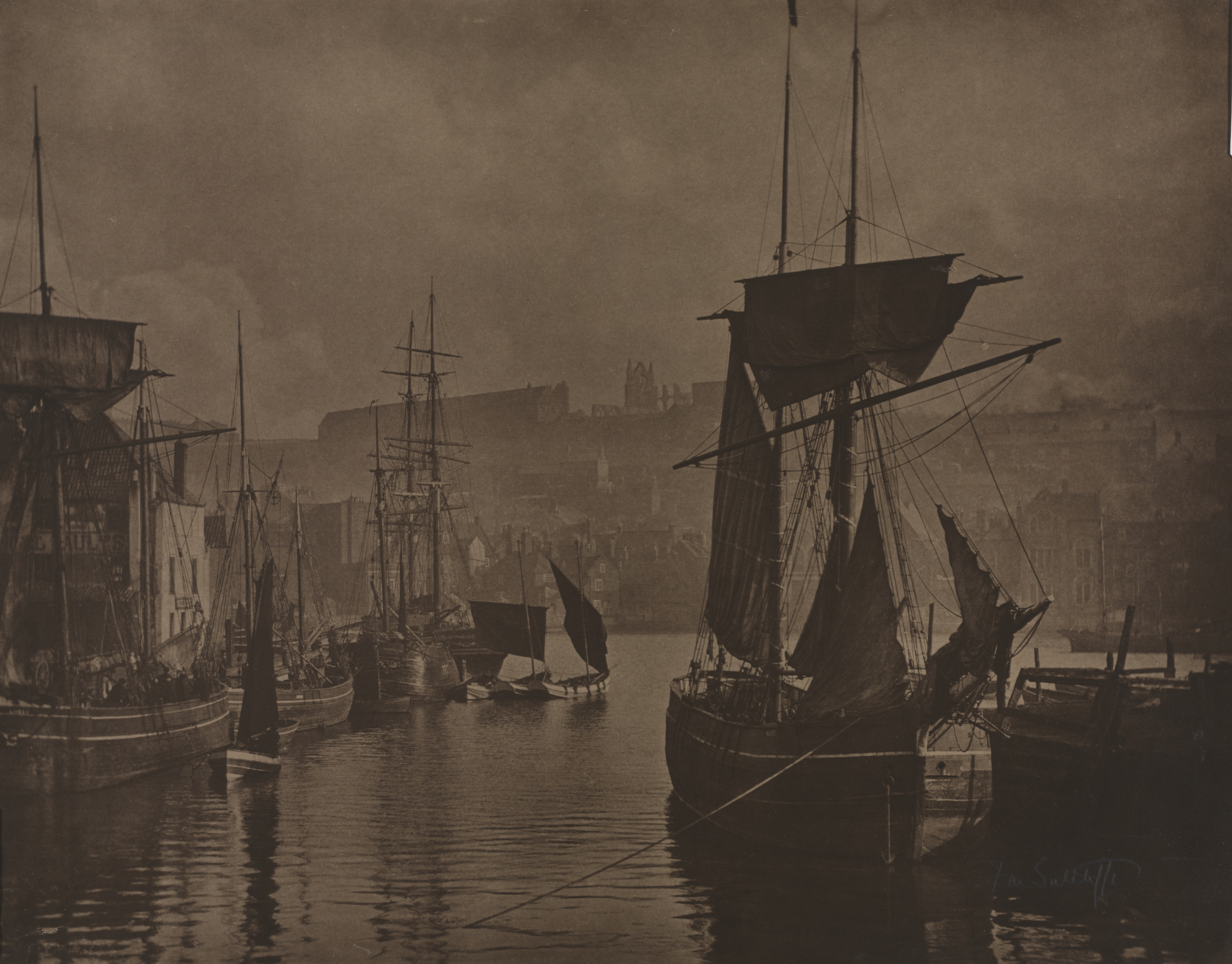
Přístav Whitby, 1885
Bez názvu, asi 1880
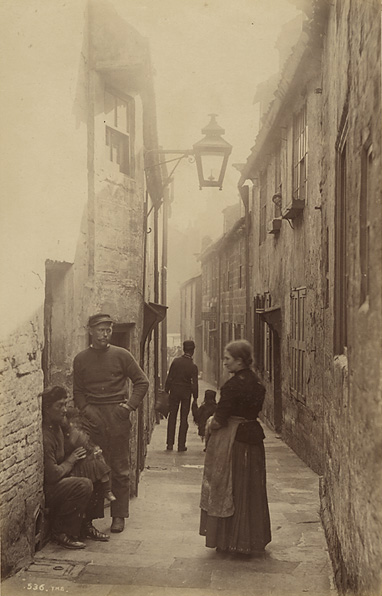
Lidé v ulicích Whitby, 1889
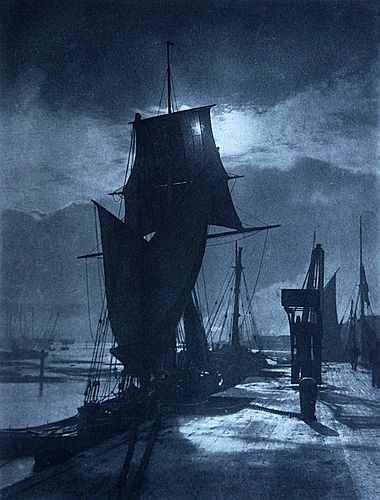
Bez názvu, 1889
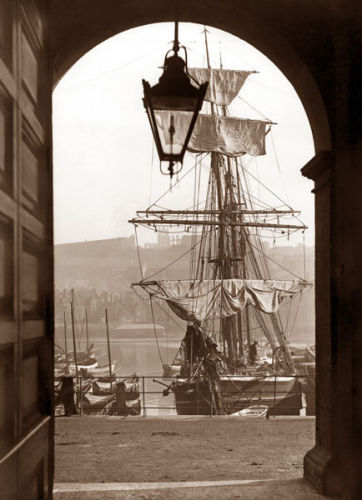
Whitby, kolem roku 1890
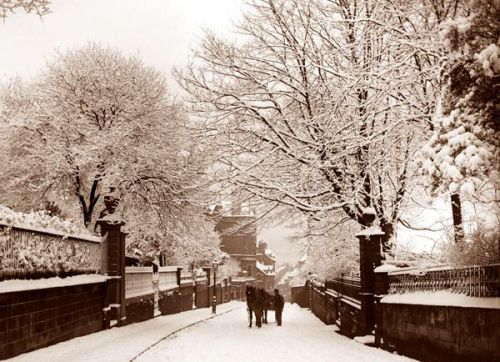
Whitby v zimě

Frank Sutcliffe ukázal své fotografické umění nikoli na zakázkových snímcích pořízených ve studiu, ale na venkovních fotografiích rybářů Whitby. Sám řekl, že raději než portréty v ateliéru fotografuje žánrové scény v plenéru. Většina záběrů rybářů vznikla za bezvětrného odpoledne na nábřeží, než se lodě vydaly na noční rybolov do Severního moře. Samotní rybáři vypadají klidně a před kamerou se chovají uvolněně. Současníci o tom napsali: 
Staví ze svých postav monumentální kompozice, nedělá z nich archetypy, preferuje dokumentární a přirozený přístup.

Peter Frank napsal, že oblíbenými modely Franka Sutcliffa byli rybáři a farmáři. Podle jeho názoru by pro každého moderního profesionálního historika studujícího některou z těchto dvou sociálních skupin měl být Sutcliffův fotografický archiv, sestávající z 1500 fotografií, považován za nepostradatelný. Fotografie žen vypovídají nejen o jejich oblečení a nástrojích, které používaly v každodenním životě a práci, ale také zprostředkovávají představu o jejich těžkém životě.
John Hannewy o procesu Sutcliffova fotografování napsal, že fotograf seděl naproti osobě a čekal až čtvrt hodiny na pózu a výraz tváře, které potřeboval zachytit. Při tom pravidelně namáčel desku kolodiem, aby byla neustále vlhká. Pokud by deska vyschla, její citlivost by byla výrazně nižší a kvalita obrazu by se zhoršila. Sám Frank Sutcliffe v roce 1875 napsal: „...tiše pozorujte své subjekty, jak pracují nebo si hrají... a kdykoli uvidíte krásnou kompozici... řekněte: ‚Nehýbejte se, zůstaňte v této poloze čtvrt minuty.'“ Takové focení se výrazně liší od tehdejší praxe, kdy fotograf diktoval sedícímu, jakou pózu a jaký výraz tváře má zaujmout.
Lidé z Whitby na fotografiích Franka Sutcliffa

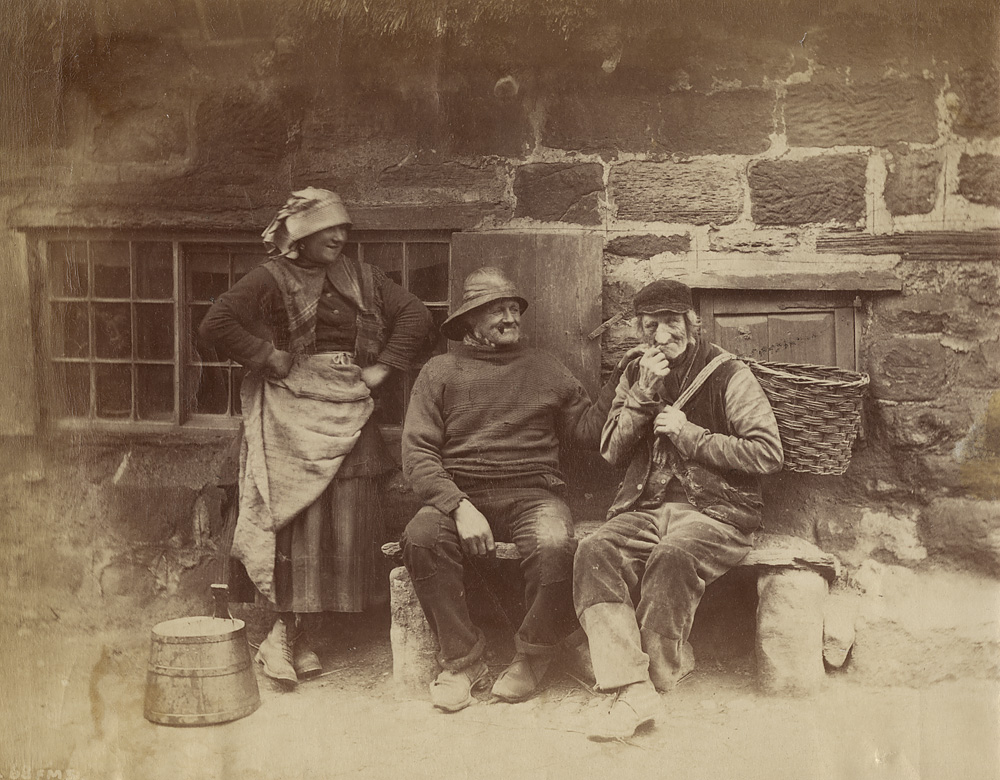
Portrét tří lidí poblíž domu
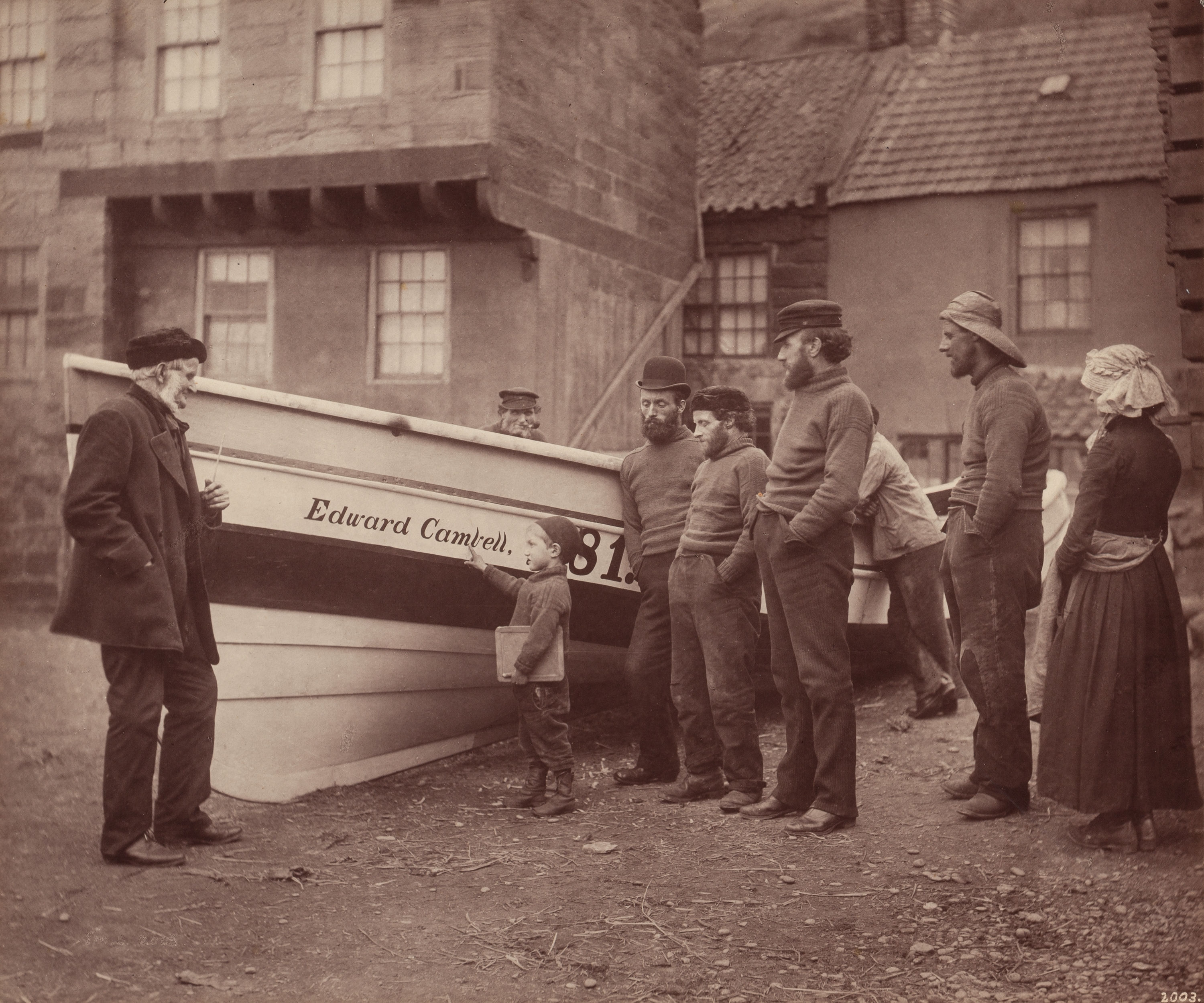
Edward Campbell, Whitby, Anglie, 90. léta 19. století
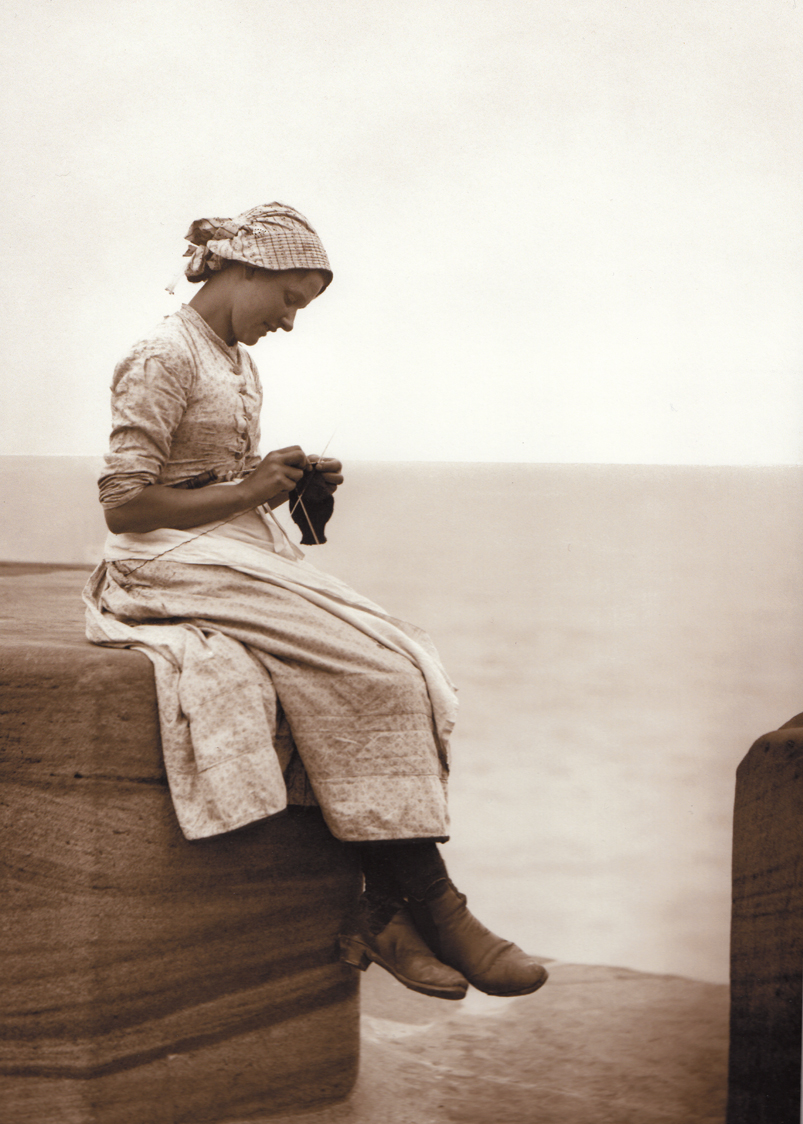
Bez názvu, 1889
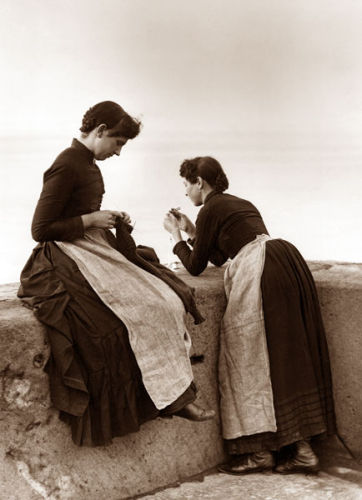
Ženy, 1889
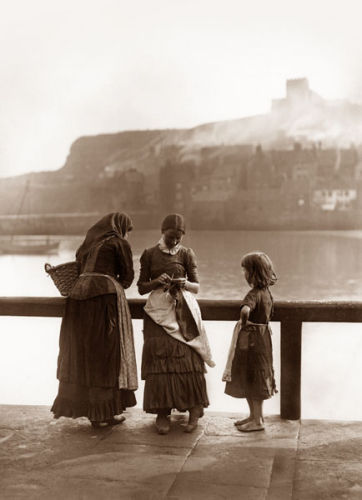
Bez názvu
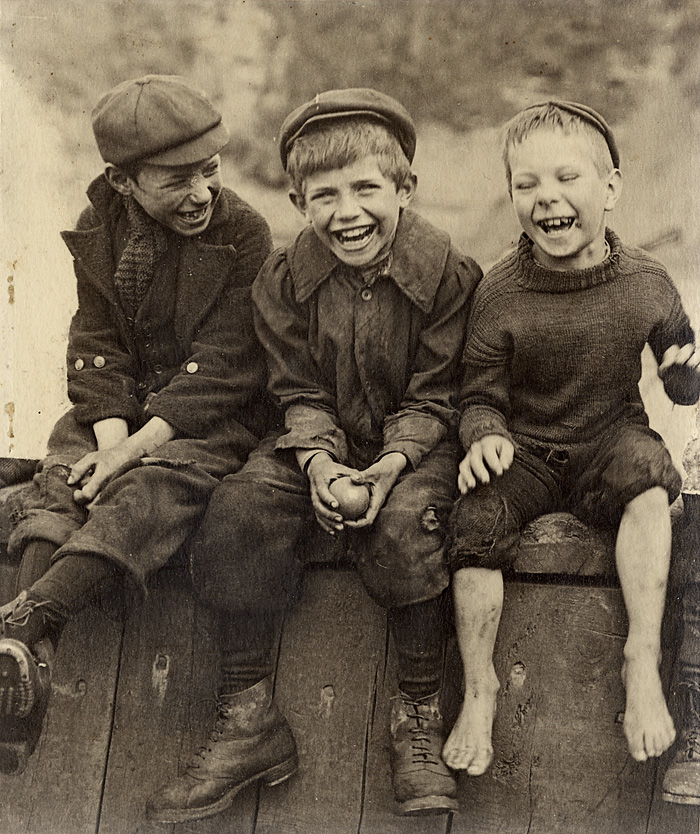
Tři šťastní chlapci, 1889

Sutcliffe začal s mokrým kolodiovým procesem, poté přešel na suché desky (John Hannavy a Highley datovali tuto událost do roku 1880, a Highley tvrdil, že tak byla tehdy pořízena většina jeho fotografií), a ještě později na fotoaparáty Kodak a svitkový film.
Fotograf začal od roku 1897 používat miniaturní fotoaparáty Kodak, které mu dodala společnost Eastman Kodak. V letech 1897 až 1907 firma Sutcliffovi pravidelně dodávala nejnovější modely fotoaparátů výměnou za to, že Georgi Eastmanovi poskytl fotografie, které s nimi byly pořízeny. Tyto obrázky byly více v reportážním stylu než Sutcliffovy dřívější piktorialistické práce, a přestože výsledky byly nevalné technické kvality, Sutcliffe si více užíval spontánní a neformální styl. Napsal: „Kodak oživil můj zájem o fotografování v exteriéru“ a „lituji pouze toho, že jsem před mnoha lety žádný [fotoaparát Kodak] neměl.“
Michael Highley poznamenal, že Frank Sutcliffe během své kariéry používal poměrně primitivní vybavení, ačkoli dosahoval vysokých standardů kvality. V té době byl technicky nový fotoaparát pro svého majitele symbolem postavení, „visel fotografovi na krku jako [lovecká] trofej“. Sutcliffe naproti tomu s kamerou pracoval tak dlouho, až byla pro fotografování zcela nevyhovující. Pokud měch praskl, tak jej přelepil lepicí páskou, když se zlomil stativ, zpevnil ho drátem.
V 80. a 90. letech 19. století Michael Highley zmiňoval odchod britských fotografů ze „staré fotografické školy“ a vytváření umělých děl v tehdy populárním sentimentálním stylu akademické malby. Nové hnutí bylo spojeno s aktivitami fotografických komunit a shromáždilo se pod praporem naturalismu a v tomto stylu začal pracovat i Sutcliffe. Michael Highley poznamenal, že ačkoli britský spisovatel a fotograf Peter Henry Emerson je obvykle uznáván jako zakladatel nové školy, mnoho ze Sutcliffových „naturalistických“ fotografií bylo skutečně pořízeno předtím, než Emerson koncem 80. let 19. století vyložil své názory na fotografii. Sám Sutcliffe zároveň nepřipouštěl, že je povinen striktně dodržovat pravidla kterékoli jedné fotografické školy a vždy věřil, že nejlepší metody jsou ty, které dávají nejlepší výsledky.
Předpokládá se, že Sutcliffe vytvořil fotografický portrét anglického provinčního města na konci viktoriánské éry. Historik fotografie Graham Clark tvrdil, že s pomocí jeho fotografií bylo možné cestovat po Whitby v podobě z konce 19. století. Jeho fotografie mají blízko k reportáži, i když s vybavením, které měl, nedokázal vytvářet momentky. Zpočátku byl jeho velký fotoaparát vyroben z mahagonu s mosazným kováním a byl určen pro skleněné negativy. Velké rozdíly mezi městem Whitby z druhé poloviny 19. století, zachyceným na Sutcliffových fotografiích, a jeho moderním stavem zvyšují v současné době (2020) oblibu mistrových fotografií mezi turisty. Britský galerista Michael Shaw v rozhovoru uvedl: „Věděl, že po sobě zanechal záznam ztraceného času. Opravdu chtěl zachytit dřívější život před industrializací a mechanizací.“ Ve viktoriánské Británii byla fotografie módní, ale rozšířila se především mezi bohaté. Sutcliffe poskytl obyčejným lidem jedinečnou příležitost být v centru pozornosti publika během fotosalonů.

## Známá díla

### Vodní krysy

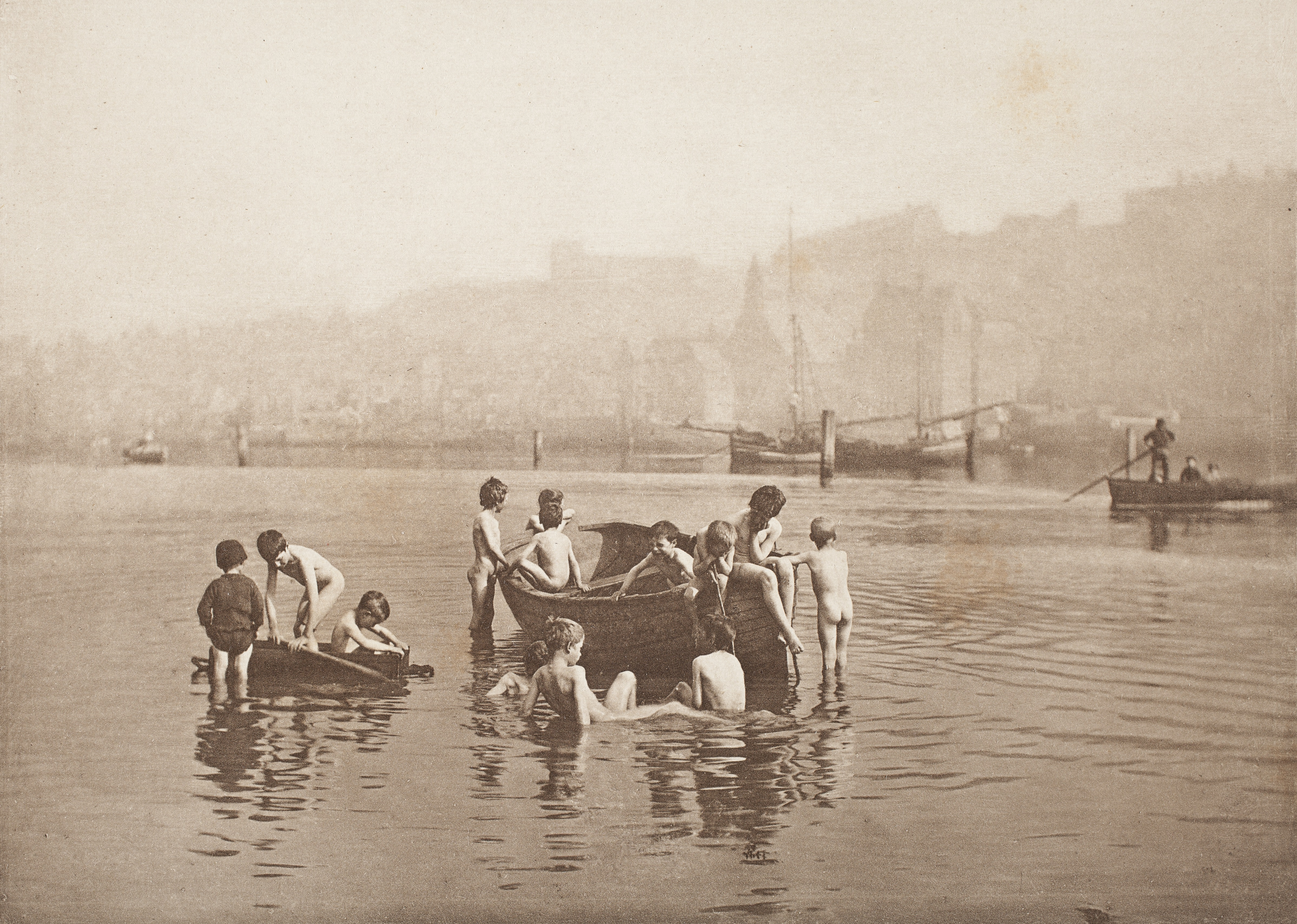
alt = černobílá fotografie skupiny chlapců, jak se cachtají ve vodě a na loďkách

Fotograf snadno navazoval přátelské vztahy s lidmi z Whitby včetně místních rybářů, jejichž děti často na svých snímcích zachycoval. Podle historika fotografie, dvojnásobného kandidáta na Pulitzerovu cenu a profesora Massachusettské univerzity Martina Sandlera, Sutcliffa fascinovaly děti, které trávily hodně času v přístavu nebo na břehu. Mnohokrát je fotografoval, jak se cákají ve vodě, šplhají na lodě a sledují práci rybářů a kramářů. Jeho fotografie ukazují hluboké porozumění psychologii lidí z Whitby a zájem o jejich každodenní život.
Jedna z nejslavnějších fotografií Franka Sutcliffa jsou Vodní krysy (anglicky: Water Rats, 33,9 × 44,7 cm, Muzeum J. Paula Gettyho, Los Angeles. inv. č. 84. XM.496.2, fotografii muzeum získalo v roce 1984). Vznikla v roce 1886. Sám Frank Sutcliffe ve svých pamětech o vzniku této fotografie podrobně hovořil. Jednoho teplého rána uviděl u staré lodi v přístavu tři nahé chlapce. Přistoupil k nim a zeptal se jich, jak dlouho tam budou. V reakci na to fotograf slyšel, že celý den, pokud to Sutcliffe potřebuje. Děti sice měly být ve škole, ale měly jistotu, že i kdyby je zde učitel našel, nevleze do vody, aby je odvedl na hodinu. Sutcliffe slíbil každému cent, pokud počkají, až si z domova přinese fotoaparát. Sutcliffův slib se rychle dostal do povědomí ostatních dětí, takže když se vrátil, čekalo na něj třináct chlapců, kteří už byli svlečení a čekali na minci. Když uviděli fotografa, rychle se seřadili do stejné pozice, kterou Sutcliffe popsal jako „kříženec mezi vojákem v pozoru a řeckým otrokem“. Fotograf byl zmatený, protože nevěděl, co teď dělat. Do člunu se vešly jen dvě děti. Problém byl vyřešen, když se Sutcliffovi podařilo najít druhou loď. Gus McDonald napsal, že pouze jeden z hochů, kteří pózovali na fotografii, je znám jménem. Chlapec stojící nalevo od velkého člunu a vykukující směrem k přístavu je jedenáctiletý James Edward Locker, který zemřel ve Whitby v roce 1968 ve věku 93 let.
Fotograf si dal za cíl zaměřit pozornost diváka na postavy chlapců. Frank Sutcliffe tohoto efektu dosáhl jak technickými možnostmi své doby, tak i atmosférickými podmínkami, které byly v době fotografování – pozadí je zakryto mlhou, která visí nad přístavem. Sutcliffovou největší výzvou bylo zabránit chlapcům, aby se dívali do kamery.

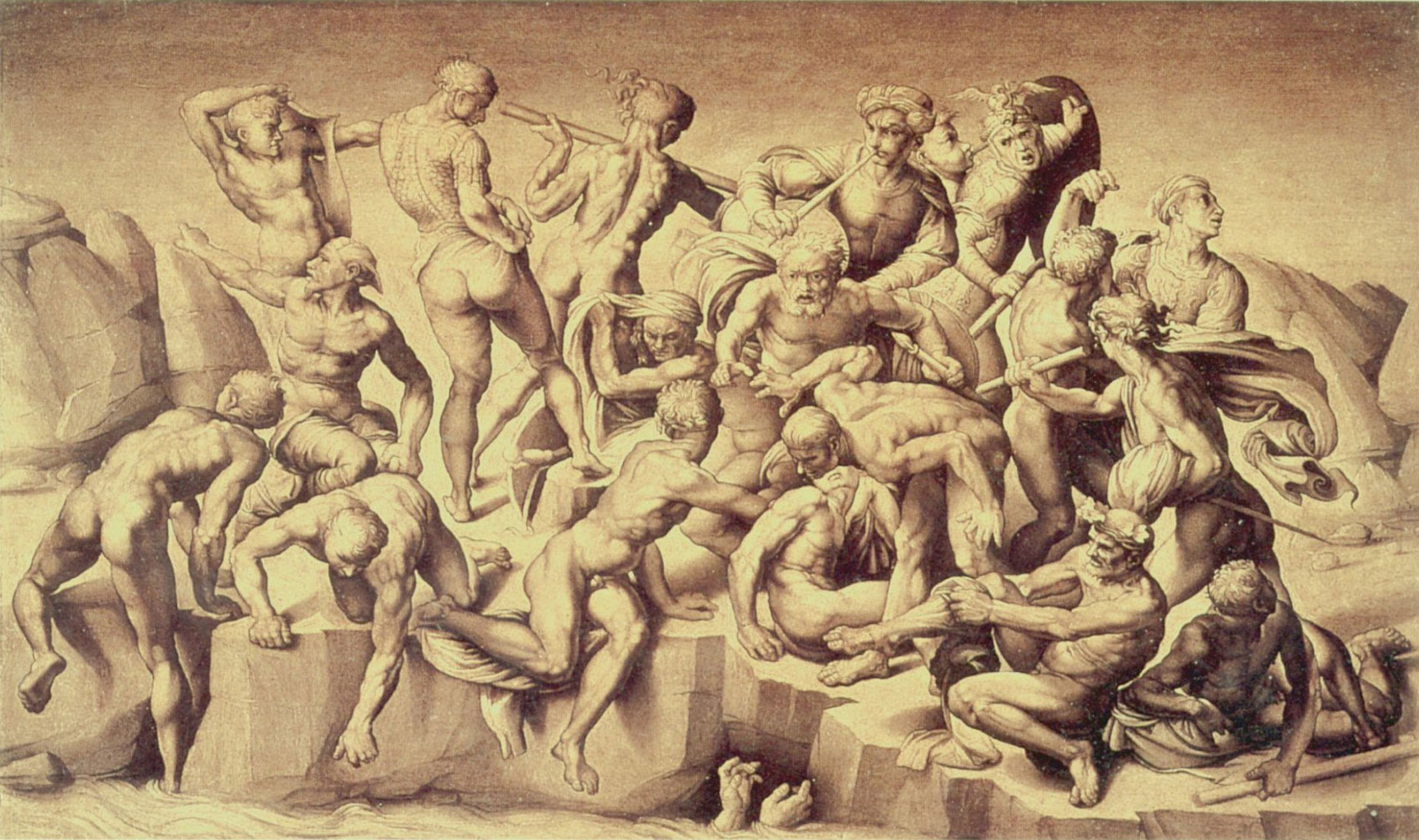
alt = olejomalba na dřevě, skupinový portrét nahých mužů jak vylézají z vody a oblékají se

Obraz nahých mužů byl dlouhou dobu v křesťanské Evropě vnímán negativně. Když v letech 1505–1506 dostal Michelangelo Buonarroti zakázku od florentské signorie vyzdobit zeď Velké rady v Palazzo Vecchio, plánoval namalovat scénu bitvy u Casciny s nahými válečníky na břehu řeky, kteří jakmile uslyšeli poplašný signál, spěšně vylézali z vody a oblékali se. Tato freska nebyla nikdy vytvořena, dochovaly se pouze kopie předběžných nákresů pro ni. Mezi nimi je rytina, která sloužila jako předloha pro pozdější umělce. Postavy nahých mužů byly dlouhou dobu schvalovány veřejným míněním pouze v krajině na pozadí malby. Až v 19. století začali realističtí malíři přistupovat k mužským postavám jako k samostatným objektům malby a často upřednostňovali teenagery nebo děti před dospělými. Americký umělec Thomas Eakins použil vlastní fotografie koupajících se nahých mužů jako předběžné studie pro své obrazy. Naproti tomu Frank Meadow Sutcliffe pohlížel na svou fotografii jako na umělecké dílo samo.
Obraz nahých dětí, které si nevinně hrají na rybářské lodi, vyvolal rozruch puritánské veřejnosti, který vedl k exkomunikaci fotografa z anglikánské církve. Přesto Sutcliffe odmítl udělat kompromis, aby uklidnil své odpůrce. V důsledku dlouhé diskuse v médiích bylo nicméně uznáno, že fotografie postrádá erotiku. Fotograf byl za tuto fotografii oceněn medailí za výstavu Fotografické společnosti v Londýně v roce 1886. Albert Eduard, princ z Walesu, budoucí král Velké Británie pod jménem Eduard VII., později získal kopii této fotografie do své sbírky. Fotografii, kterou koupil od Sutcliffa, okázale pověsil ve své rezidenci v Marlborough House. Skandál kolem fotografie přitahuje pozornost milovníků umění ve větší míře než její zjevné umělecké a technické přednosti.

### Čas večeře

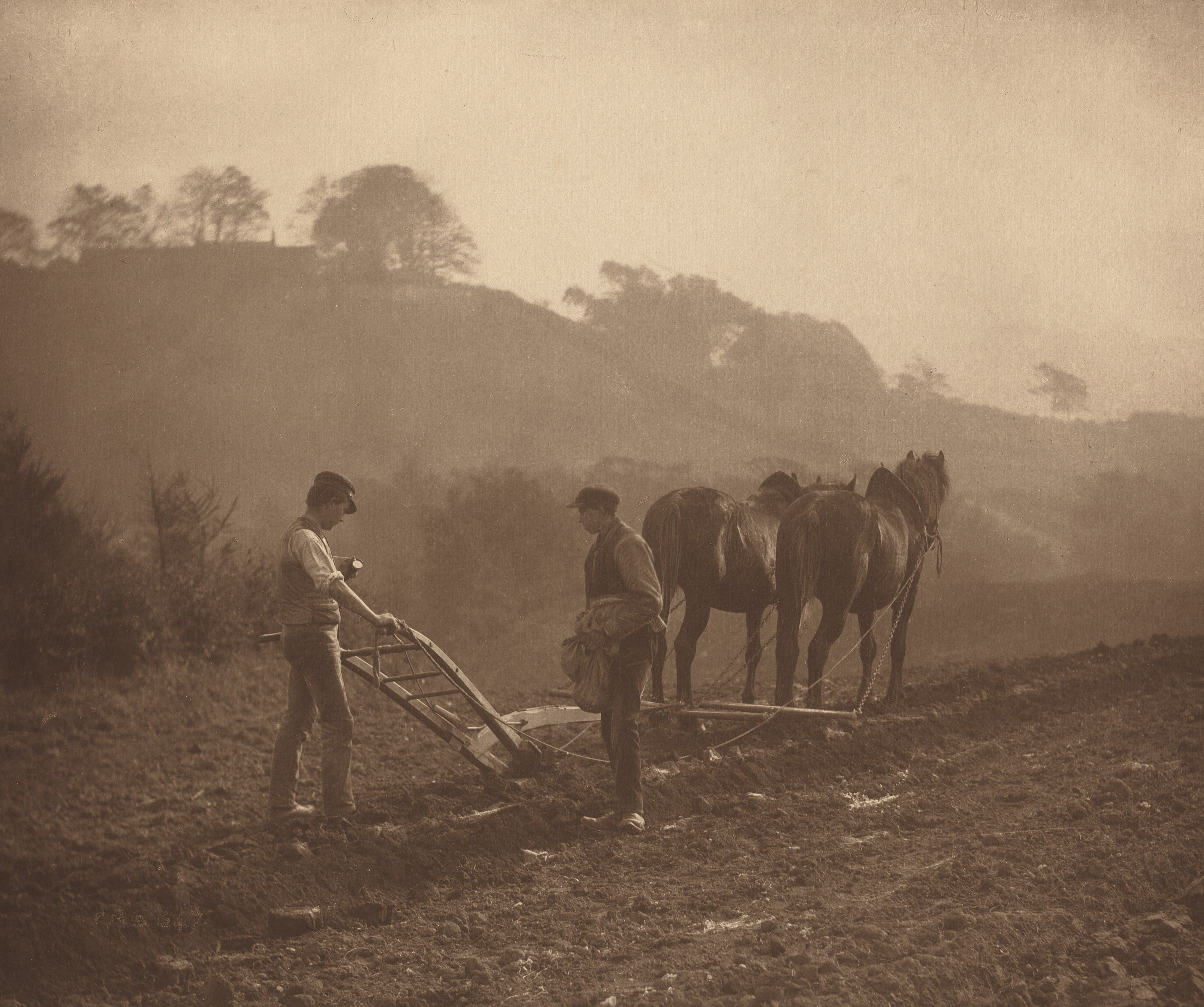
alt = černobílá fotografie dva koně táhnou pluh, jeden muž se dívá na hodinky, a druhý nese v pytlích jídlo

Většina fotografií Franka Sutcliffa byla pořízena ve městě Whitby, ale rád také fotografoval venkov, zejména obyvatele farnosti Eskdale, North Yorkshire). V této oblasti řeka Esk protéká pustinou, která je porostlá vřesem. Než se vlije do moře (zde se nachází městečko Whitby, kde se nacházel Sutcliffův ateliér), setkávají se v údolí vysoké kopce a malé lesy. Údolí je od okolního světa izolováno močály a jeho obyvatelé dlouho odolávali změnám, ke kterým došlo v Anglii v 19. století. Život tam ve druhé polovině 19. století probíhal stejně jako po mnoho staletí předtím. Sutcliffe ke svému překvapení zjistil, že fotografování v Eskdale není jen technickou, ale také psychologickou výzvou. Obyvatelé tohoto kraje považovali za špatné znamení, když se někomu podařilo zachytit jejich podobu malbou nebo fotografií. Tento předsudek byl nejcharakterističtější pro starší lidi, kteří žili na okraji bažin a v odlehlých vesnicích, kde žila řada rybářů. Hlavně staří muži razantně odmítli pózovat.
Sám Sutcliffe řekl, že o tomto předsudku poprvé vytušil, když jednoho dne v bažinách narazil na mýtinu poblíž statku, kterou oral rolník. Pluh táhli dva koně, přesněji řečeno v očích fotografa kůň a poník. Fotograf stál přes zeď obklopující přívod vody, postavil fotoaparát na stativ a čekal, až se oráč otočí a bude v dosahu fotoaparátu. Jakmile starý muž uviděl kameru, dal se na útěk a schoval se v domě, přičemž své koně nechal, aby se o sebe postarali sami. Fotograf chvíli čekal, ale muž se už neukázal. Později se Sutcliffe dozvěděl, že se starý muž smrtelně bojí fotografů.
Takové obavy však byly běžné jen u části obyvatel údolí, a tak se Sutcliffe nakonec povedlo pořídit fotografii, kterou vymyslel. Nazval ji Čas večeře (anglicky: Dinnertime, 24,4 × 29,7 cm, asi 1890, Národní galerie ve Washingtonu, Washington, inv. č. 2000.11.1). Michael Highley napsal, že Sutcliffe potřeboval osoby přesně napózovat nebo na chvíli zmrazit ve stejné poloze, i když na krátkou dobu, a nemohl pořizovat spontánní snímky kvůli dlouhé expozici, která byla u fotoaparátů v té době charakteristická. Na mnoha fotografiích Hailey zaznamenal touhu po pečlivě vyvážené kompozici, ačkoliv sám fotograf mluvil o touze po přirozenosti a snaze vyhnout se umělosti.
Další „venkovská“ díla Franka Sutcliffa

Bez názvu, 70. léta 19. století
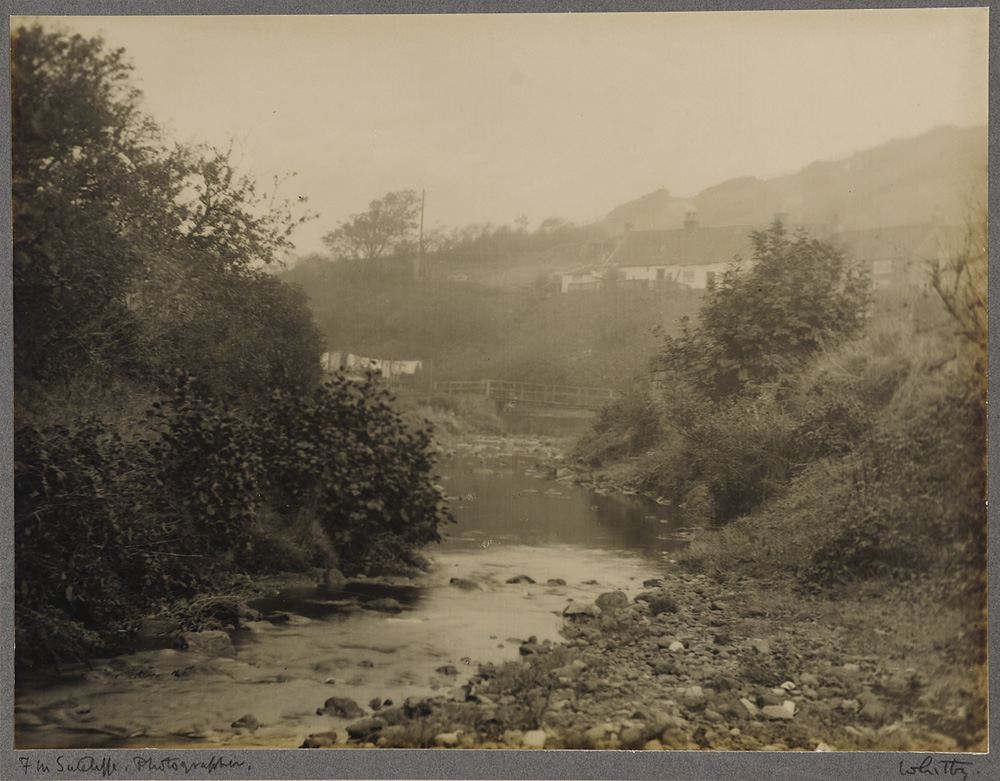
Krajina s řekou, asi 1893
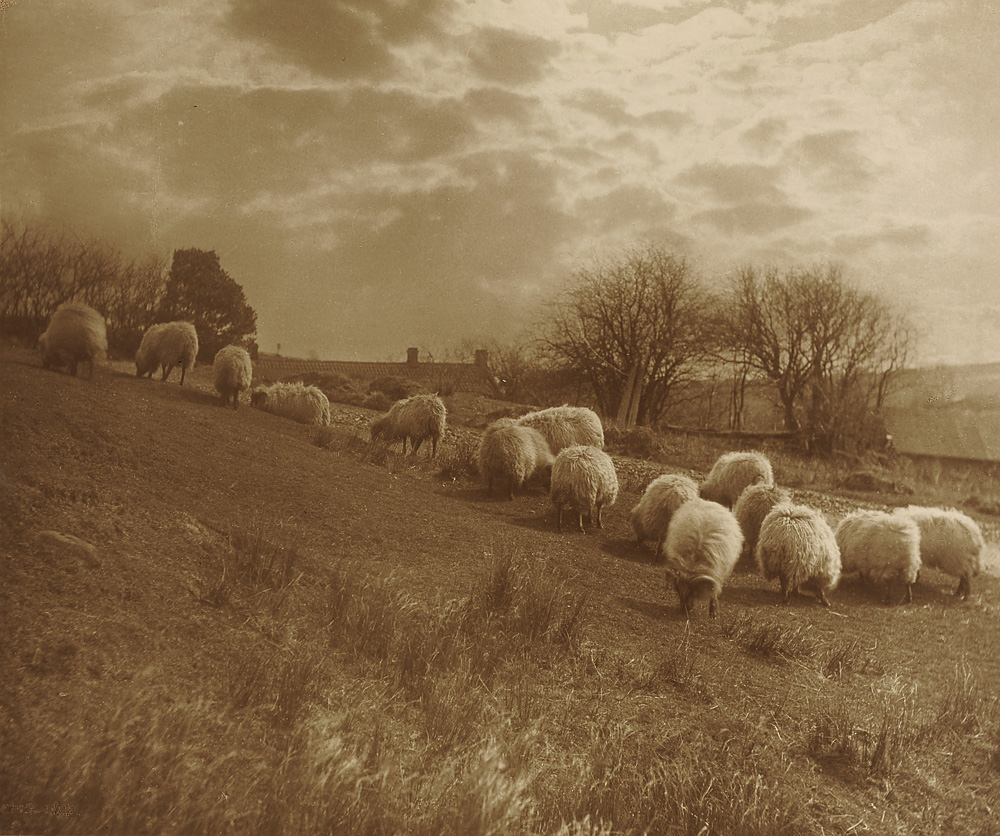
Krajina s ovcemi pasoucími se na louce
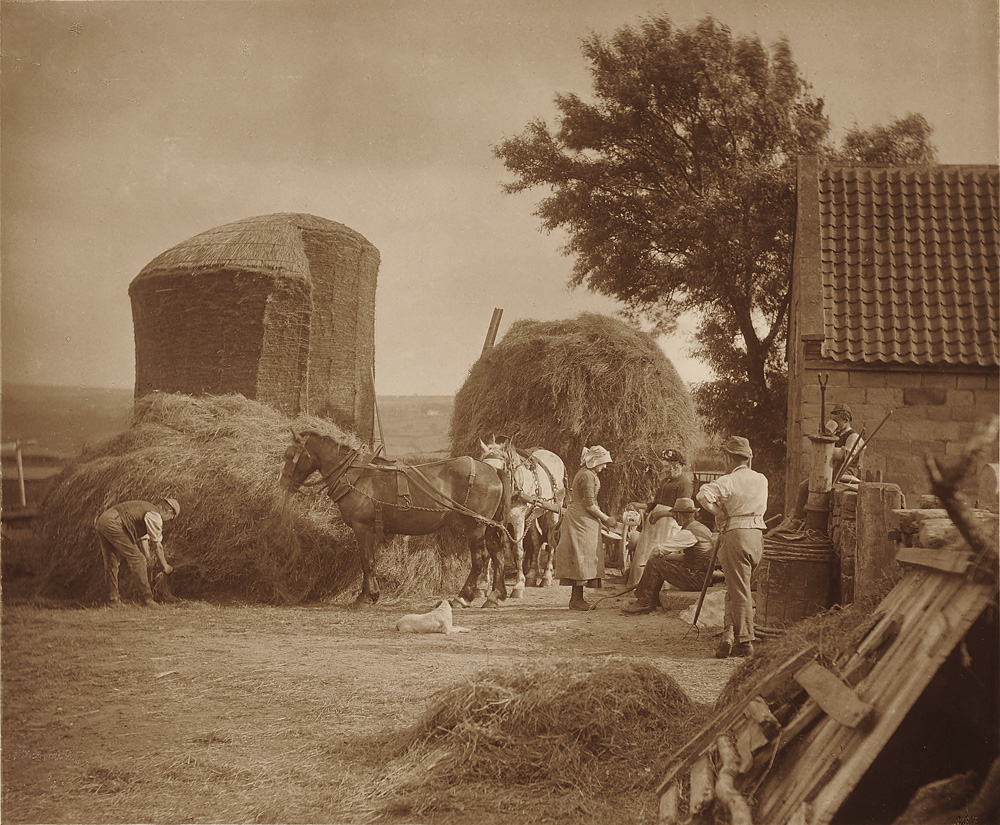
Skupina lidí nakládá seno na vůz taženého dvěma koňmi
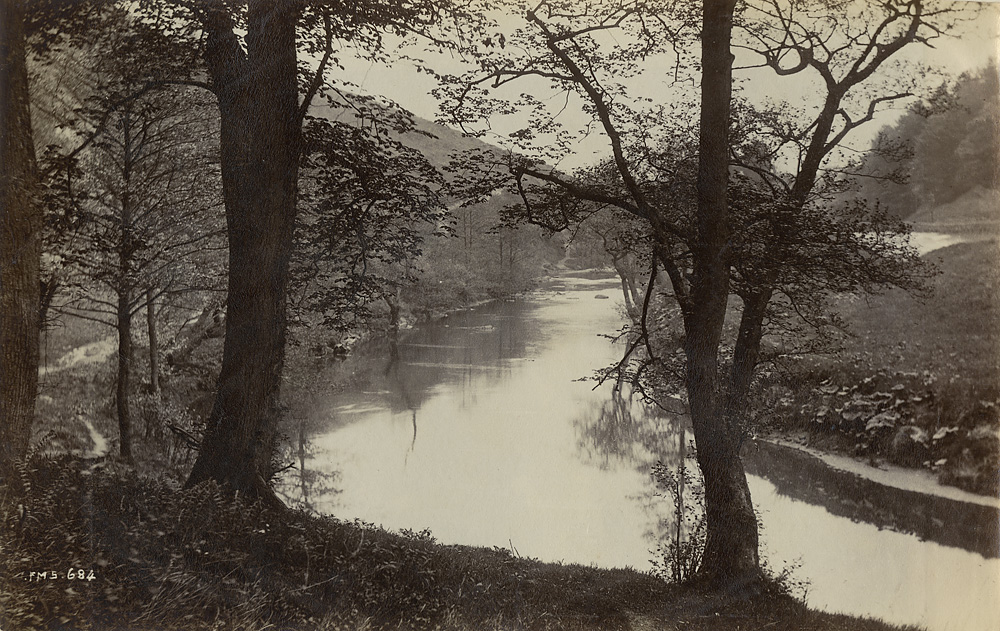
Krajina se stromy a řekou, asi 1893

### Těžká realita

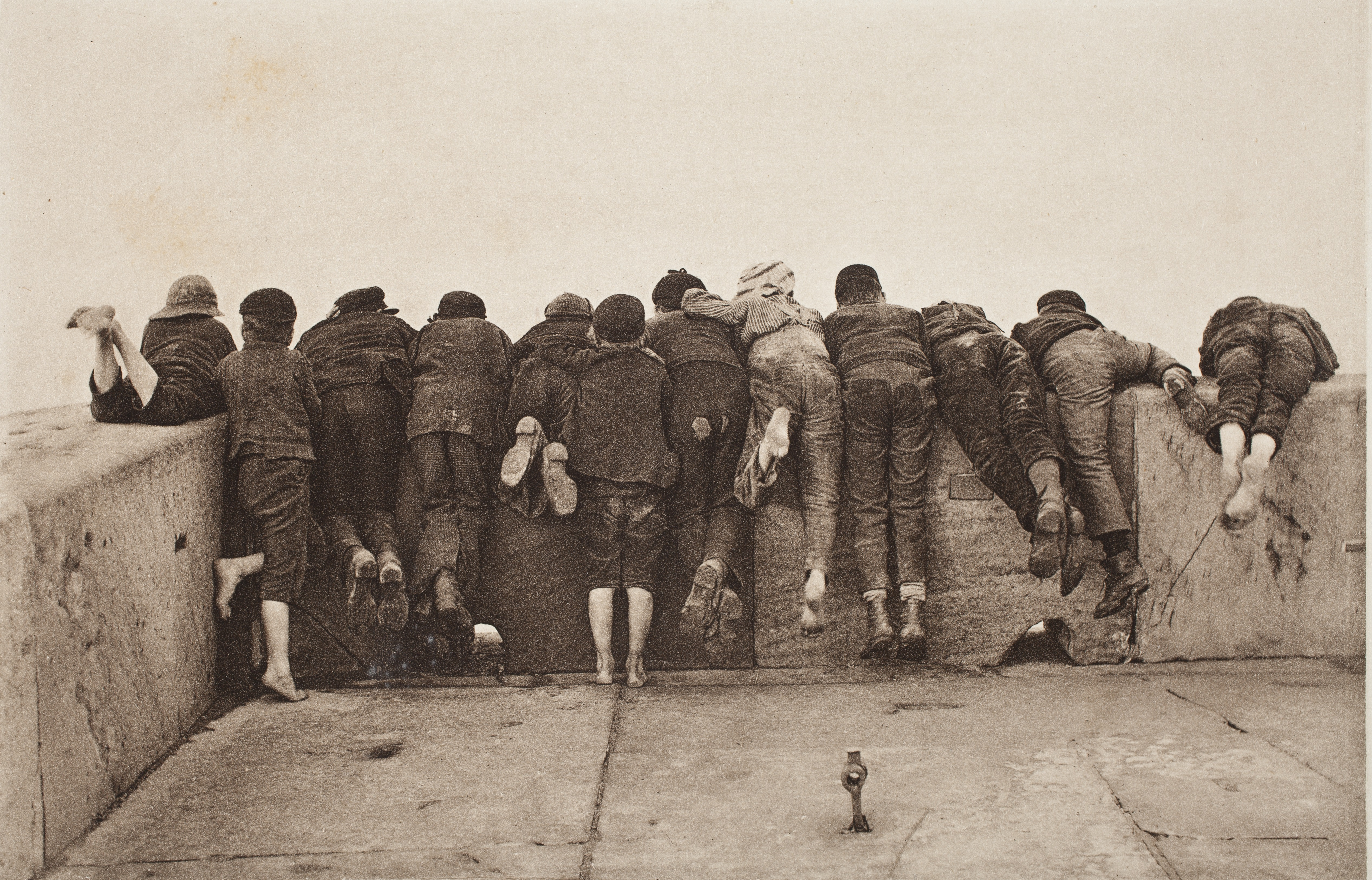
alt = černobílá fotografie chlapců zezadu, jak se opírají o parapet a hledí do dáli, nad hlavami mají prázdné nebe s mraky

Gary Michael Dault a Jane Corkinová datovali tento obrázek (v jejich knize se nazývá Rozruch, anglicky: Excitement, autory uvažovaný pozitiv je ve sbírce Galerie Jane Corkinové) do roku 1885 a jeden z fotografických pozitivů, který je ve sbírce Losangeleského muzea umění, je datován 1889–1891 (Anglicky: Stern Realities, 11,8 × 18,4 cm, Kalifornie, USA, inv. č. M.2008.40.2223.22, zakoupeno od Carol Vernonové a Roberta Turbina). Gary Michael Dalt a Jane Corkin, autoři knihy Děti ve fotografii: 150 let, považovali horizontálnost tohoto snímku za nejpozoruhodnější. Psali o odvaze a radikálnosti této techniky, protože každá postava chlapce na obrázku je vertikála. Všichni chlapci leží na parapetu vedle sebe jsou otočeni zády k fotografovi. Gary Michael Dalt a Jane Corkinová napsali o třech horizontálních částech obrazu, které jsou pro diváka jasně viditelné: kamenná zeď parapetu, postavy chlapců nad ní a vzduchová prázdnota nad jejich hlavami. Tato horizontálnost je v levé části fotografie ostře porušena kolmým řezem parapetu a graficky zřetelnými liniemi švů směřujícími k divákovi v masivní fazetě kamenů vlnolamu.
Gary Michael Dault a Jane Corkinová komentovali fotografovo velkolepé použití prázdného prostoru nad hlavami dětí v záběru a považovali tento prostor za „jakousi obchodní značku fotografa“. Peter Henry Emerson nazval tento prostor mimo jasně definovaný subjekt „princip diferencovaného zaostření“, způsob, jak donutit pozadí ustoupit a ponechat hlavní objekt ve vysokém rozlišení. Je možné, že takový výsledek, jak zdůrazňuje například Michael Highley, byl technickým efektem, který Sutcliffe záměrně realizoval. Na druhou stranu, jak připustili Dault a Corkinová, mohlo by to být také přirozeným důsledkem „mlhy, která... visí nad přístavem Whitby“. Ruská badatelka v této fotografii viděla počátky („zárodky“) společenského trendu ve fotografii, který se zformoval až ve 20. století.

## Paměť

### Kreativní dědictví fotografa

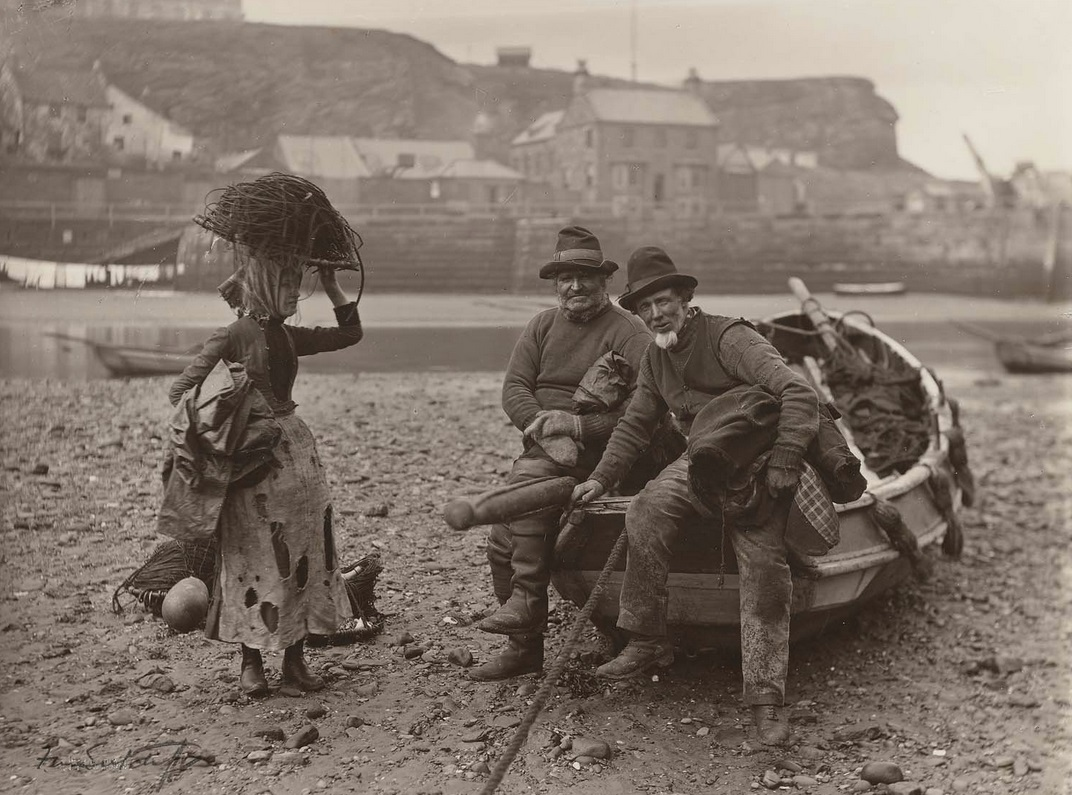
alt = černobílá fotografie jak u loďky sedí dva muži, vlevo žena nese na hlavě náklad a prochází kolem nich

Gus MacDonald tvrdil, že navzdory Sutcliffově pohrdání fotografií získávaly jeho fotografie postupem času stále větší uznání v uměleckém světě, zatímco práce ostatních piktorialistů z The Linked Ring jsou v současnosti vnímány pouze jako malebné kuriozity nebo položky do dražeb. Z hlediska historického významu a umělecké kvality porovnával fotografie mistra z Whitby s díly Skotů Davida Octavia Hilla a Roberta Adamsona, vytvořenými ve 40. letech 19. století a věnovanými rybářům.

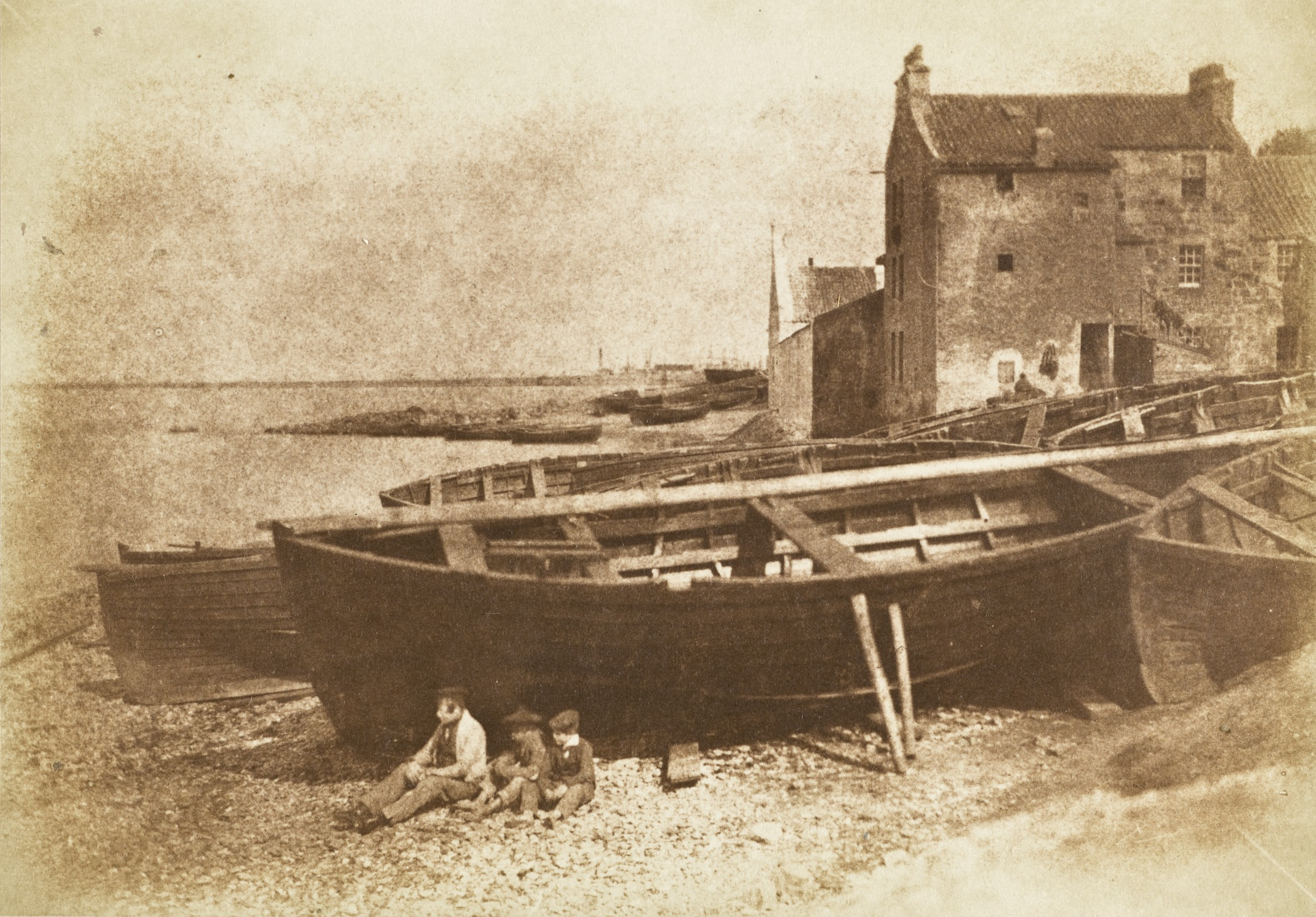
David Hill a Robert Adamson: Pláž v Newhaven, Edinburgh, 1845

Velká sbírka fotografií Franka Sutcliffa je v současné době v galerii Sutcliffe ve Whitby. Byla založena v roce 1959, kdy její tvůrci zakoupili sbírku 1500 originálních skleněných negativů pořízených Sutcliffem. Posledních 60 let sbírku vlastnili členové rodiny Shawových. Sbírka obsahuje díla z let 1875 až 1910. Do poloviny 70. let je jeden z galeristů Bill Eglon Shaw seřadil do alb, která však nejsou řazena tematicky ani chronologicky, i když každé dostalo své inventární číslo. Byl sestaven katalog sbírky. Bill Aglon Shaw shromáždil informace o každé fotografii (zejména pokud jde o datum, místo a identitu lidí na fotografii) a tato data jsou na zadní straně fotografie napsána tužkou. Přístup do Sutcliffova archivu je omezen na výzkumníky, ale Sutcliffova galerie je komerční soukromý podnik, takže potenciální badatel musí předem informovat vlastníka sbírky o svém přání použít ji pro vědecké účely, aby získal povolení k prohlížení (přístup ke sbírce od července do září je omezen z důvodu turistické sezóny). Zaměstnanci galerie vytvořili osobní web fotografa, který však obsahuje jeho díla ze sbírky galerie v nízkém rozlišení. Jeho fotografie jsou také ve sbírce Literary and Philosophical Society of Whitby a v dalších domácích i zahraničních sbírkách.
Sutcliffova galerie vydala několik knih a alb o Sutcliffově biografii a díle, které obsahují asi 200 fotografií, které pořídil, většinou mezi lety 1880 a 1910, a galerie Gordona Frasera vydala monografii Michaela Healeyho, která kromě biografického náčrtu a rozboru Sutcliffova díla z technického a estetického hlediska obsahuje i přílohu více než šedesáti fotografií, z nichž některé duplikují ty, které byly uvedeny v publikaci Sutcliffovy galerie. Asi tisíc fotografií fotografa do roku 1976 nebylo vůbec zveřejněno.
V říjnu 1985 v Christopher Wood Gallery (okres Belgravia v anglickém městě Winchester) hostila výstavu „Frank Meadow Sutcliffe (1853–1941): The Photographer of Whitby“. V roce 1998 v Lee Gallery se v americkém městě Winchester v Massachusetts uskutečnila výstava, která představila tvorbu naturalistických fotografů ve Velké Británii na konci 19. století, včetně práce Franka Sutcliffa.

### Sutcliffovy fotografie a britská kultura
Před napsáním Drákuly navštívil spisovatel Bram Stoker Whitby. Jeho životopisec John Sutherland, profesor současné anglické literatury na University College London předpokládal, že do této doby obyvatelé města ještě nezapomněli na potopení ruského škuneru Dmitrij z Narvy v říjnu 1885 ve zdejším přístavu. Loď se potopila na nechvalně známém písku během bouřky. Utopila se také celá posádka. Frank Meadow Sutcliffe pořídil fotografii havarovaného škuneru, která se i po letech ve městě prodávala ve formě pohlednic. Sutherland věřil, že Stoker je musí vidět. Stoker také možná slyšel místní městskou legendu, která tvrdila, že loď nesla náklad rakví, které moře vyplavilo na břeh spolu s mrtvolami námořníků několik dní poté, co bouře utichla. Pod vlivem návštěvy Whitby Stoker napsal Drákulu.

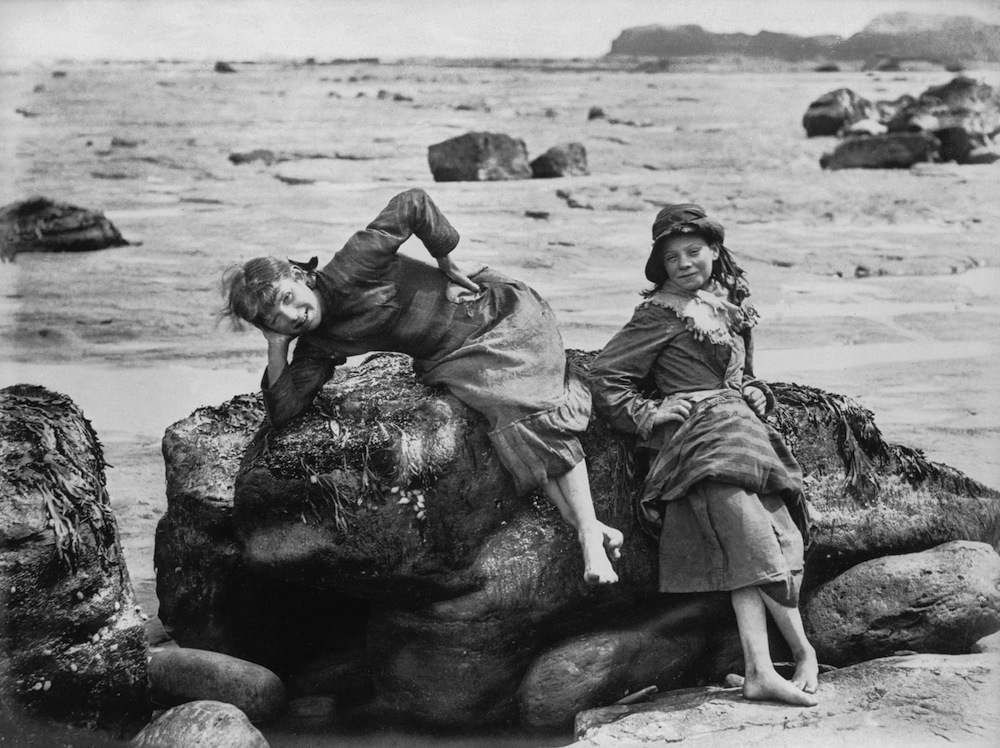
alt = černobílá fotografie, dvě děvčata koketují na břehu moře, jedna se opírá o káme loktem, s rukou v bok, druhá stojí vedle ní

David Stevens ve svém článku v Changing English: Cultural and Educational Studies popisuje zkušenost s výukou lekce na britské střední škole z jedné z fotografií Franka Sutcliffa Sběračky ústřic (anglicky Limpet gatherers, 80. léta 19. století, 15,2 × 20,3 cm, fotografie byla prodána v Christie's dne 11. května 2001, lot 216). Ukazuje dvě dospívající dívky koketně pózující na balvanech v přístavu Whitby. Úkolem pro žáky je sestavit a předložit spolužákům „příběh“ těchto dívek. Stevens věří, že zkoumání „možných významů“, které naznačuje Sutcliffova fotografie, umožnilo propojit současnost (přístav Whitby) a minulost (kontext viktoriánské éry) a v důsledku toho poskytnout studentům představu o „sociální a kulturní očekávání mladých lidí“ z konce 19. století a o tom, jak se mění v čase.